# Hodegetria

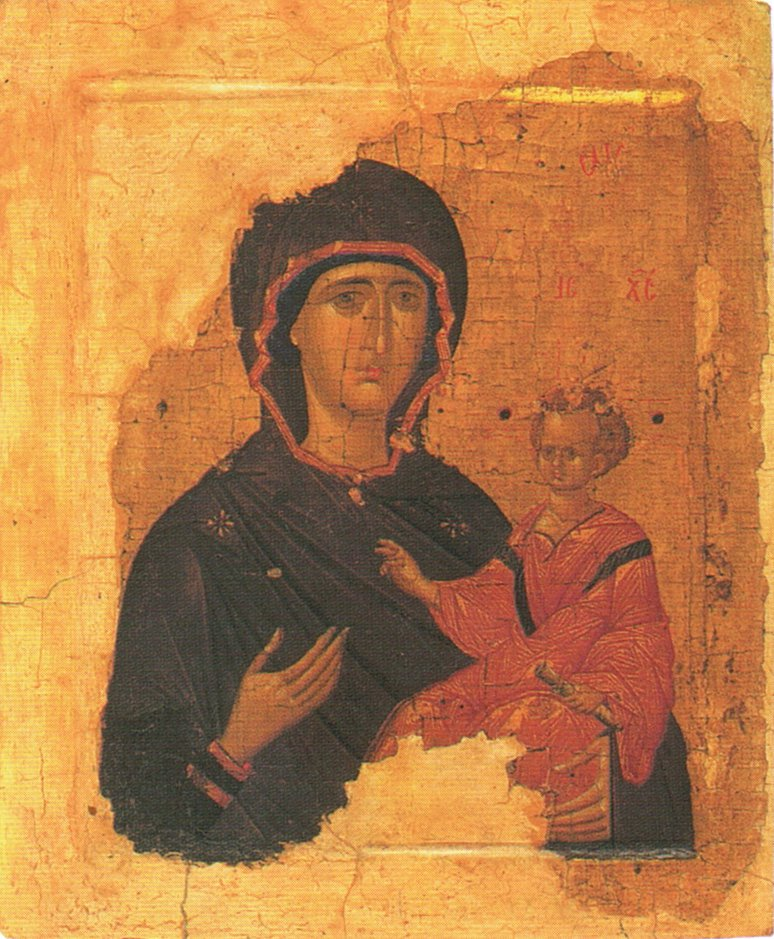
Hodegetria aus dem 15. Jahrhundert

Die Madonna Hodegetria oder Hodigitria oder Odigitria (altgriechisch ὁδηγήτρια „Wegweiserin“, im klassischen Griechisch unbekannte feminine Form zu altgriechisch ὁδηγητήρ hodegeter „Wegweiser, Lehrmeister“, gebildet aus altgriechisch ὁδός hodós „Weg“ und altgriechisch ἡγεῖσθαι hegeísthai „führen, vorangehen“) – auch bekannt als Theotokos („Gottesgebärerin“), Panagia (die „Allheilige“), Platytera („Muttergottes vom Zeichen“), Nikopoia (die „Siegbringende“), Eleusa (die „Barmherzige“), Glykophilusa (die „Süßküssende“) oder auch Madonna von Konstantinopel – bezeichnet einen bestimmten Typus von Mariendarstellungen, der zuerst auf griechisch-byzantinischen Ikonen vor dem Ikonoklasmus hauptsächlich in Konstantinopel anzutreffen war. Der Typus hatte einen enormen Einfluss auf die christliche Kunst und verbreitete sich in Kopien in der mittelalterlichen Welt nicht nur in Ländern mit orthodoxem Ritus von Griechenland bis Russland, sondern auch in China, Äthiopien und Italien, so dass Marienikonen und später auch andere Bilder in diesem Typus unter den Gläubigen als die „erhabenste Darstellung der Gottesmutter gelten“.

## Herkunft des Namens
Der Begriff Hodegetria geht auf das griechische Wort hodigoi („Führer“, Sing.: hodegos oder odegos) zurück, welches Mönche (Calogeri) bezeichnet, die blinde Pilger an eine wunderkräftige Quelle (Zoodochos Pigi) eines Heiligtums in Konstantinopel begleiteten. Im Laufe der Zeit wurde der Mutter Gottes und ihrer Ikone der Name in der weiblichen Form hodegetria gegeben; für einige in Anlehnung an die Blindenführer, für andere bezogen auf die Straße (altgriechisch ὁδός hodós oder odós), die zum Wallfahrtsort führte.

## Ursprung

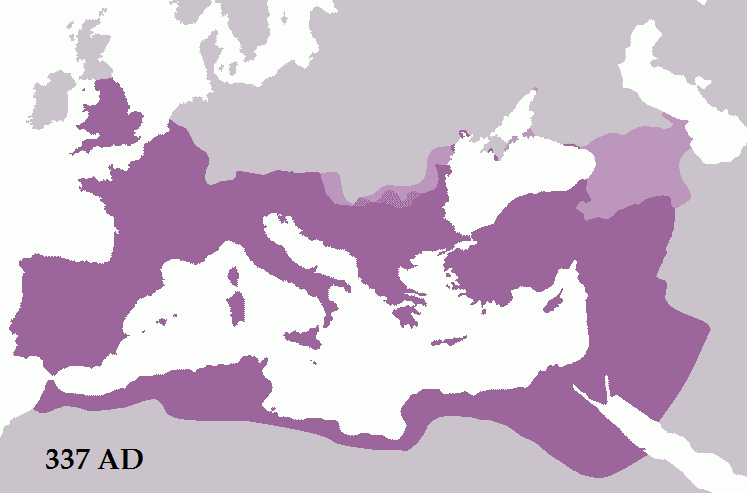
Das Römische Reich 337 n. Chr.

Als die ehemalige griechische Kolonie Byzanz vom römischen Kaiser Konstantin dem Großen 324 n. Chr. neu errichtet und 330 n. Chr. unter dem Namen Konstantinopel zur Hauptstadt des Oströmischen Reiches erhoben wurde, gab es keine wichtigen religiösen Figuren, die die Stadt hätten repräsentieren können. Der Personenkult der byzantinischen Verehrung wurde meist aus dem Westen des Römischen Reiches importiert und passiv angenommen.
In den ersten Jahrhunderten des Christentums kam es zu einem fundamentalen Unterschied im Verhalten zwischen den beiden Teilen des Römischen Reiches in Bezug auf die Religion und den Kult der Persönlichkeiten, der immer deutlicher wurde.

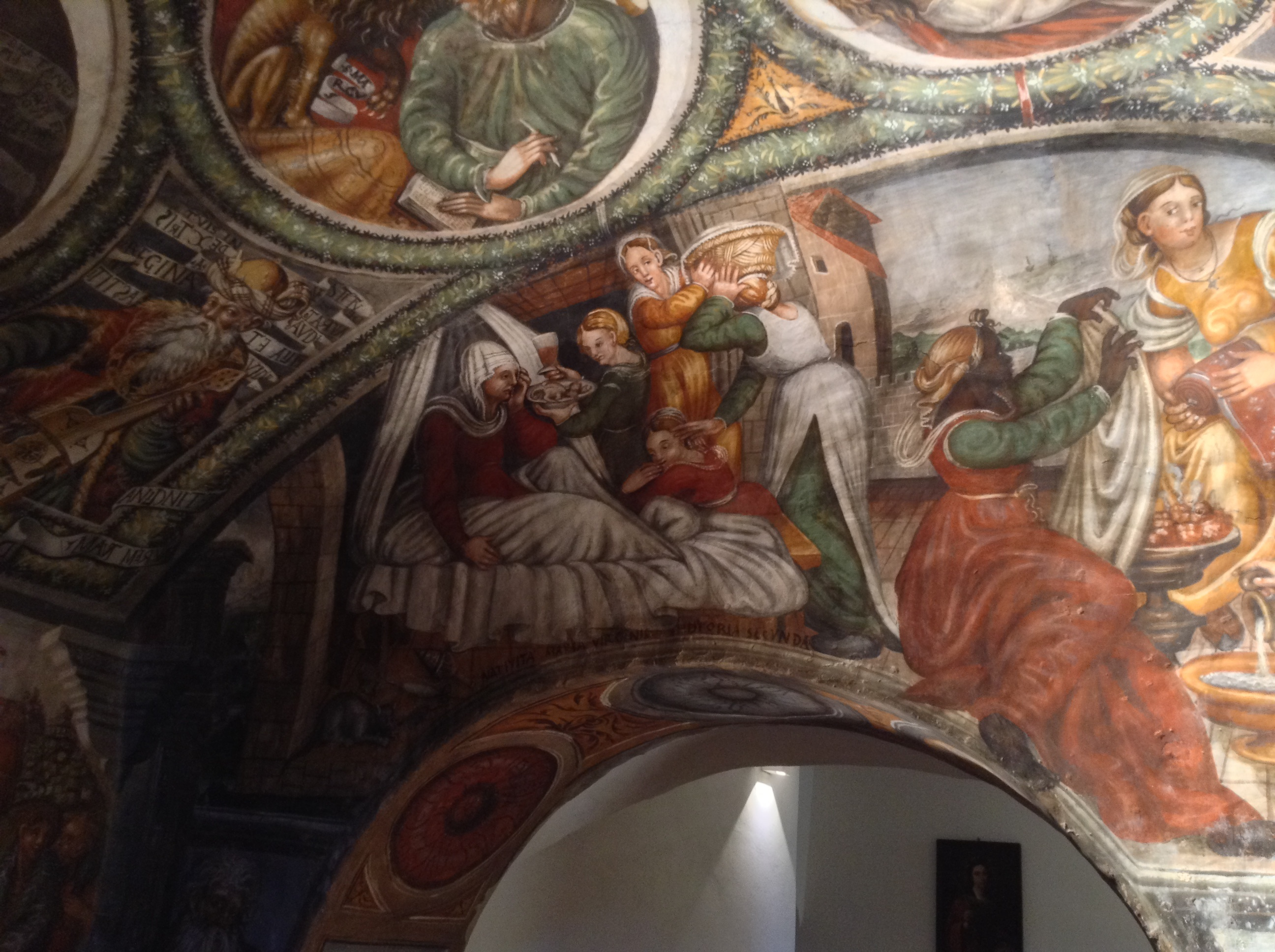
Geburt der Jungfrau Maria, Fresko in der Krypta der Chiesa Santa Maria Maggiore in Rabatana, Tursi

In der frühen christlichen Kunst gab es keine spezifische Marienikonografie, weil sich alles auf Christus bezog und folglich auch die Darstellung der Jungfrau, die das Jesuskind trägt, in diese Perspektive fiel. Die Jungfrau Maria, die auf die Wände der Katakomben gemalt wurde, nahm als Mutter Christi einen bescheidenen, aber unverzichtbaren Platz ein, der durch die Konzilien von Ephesos im Jahr 431 und von Chalcedon im Jahr 451 verstärkt wurde.
In der Unionsformel von Ephesos von 431 wurde Maria als Gottesgebärerin (Theotokos) anerkannt. Daraufhin entstand ein regelrechter Kult um die Marienverehrung. Konstantinopel war die von Gott und von der Theotokos geschützte Stadt, und das Byzantinische Reich entstand durch den Willen Gottes und der Theotokos.
Aelia Eudocia, Frau des oströmischen Kaisers Theodosius II., soll 438/439 von ihrer Wallfahrt nach Jerusalem Reliquien nach Konstantinopel mitgebracht haben. Darunter sollen ein Gnadenbild, der Schleier (Maphorion) und der Gürtel (Zone) der Gottesmutter gewesen sein, die Aelia Eudocia später ihrer Schwägerin Aelia Pulcheria zuschicken ließ. Das Kultbild der Hodegetria soll aus dem Kopf der Madonna mit dem Kind bestanden haben, das in Palästina vom Evangelisten Lukas auf einer Holztafel mit enkaustischer Technik gemalt worden sein soll. Das Kultbild soll in Konstantinopel in seiner Ikonografie ergänzt worden sein. Aus dem Kopf der Gottesmutter wurde eine Ikone mit der ganzen Gestalt der Maria.
Nach dem Tod von Theodosius II. im Jahr 450 soll seine ältere Schwester Aelia Pulcheria der Überlieferung zufolge in verschiedenen Ortsteilen von Konstantinopel für die Errichtung dreier der Gottesmutter gewidmeter Kirchen gesorgt haben:

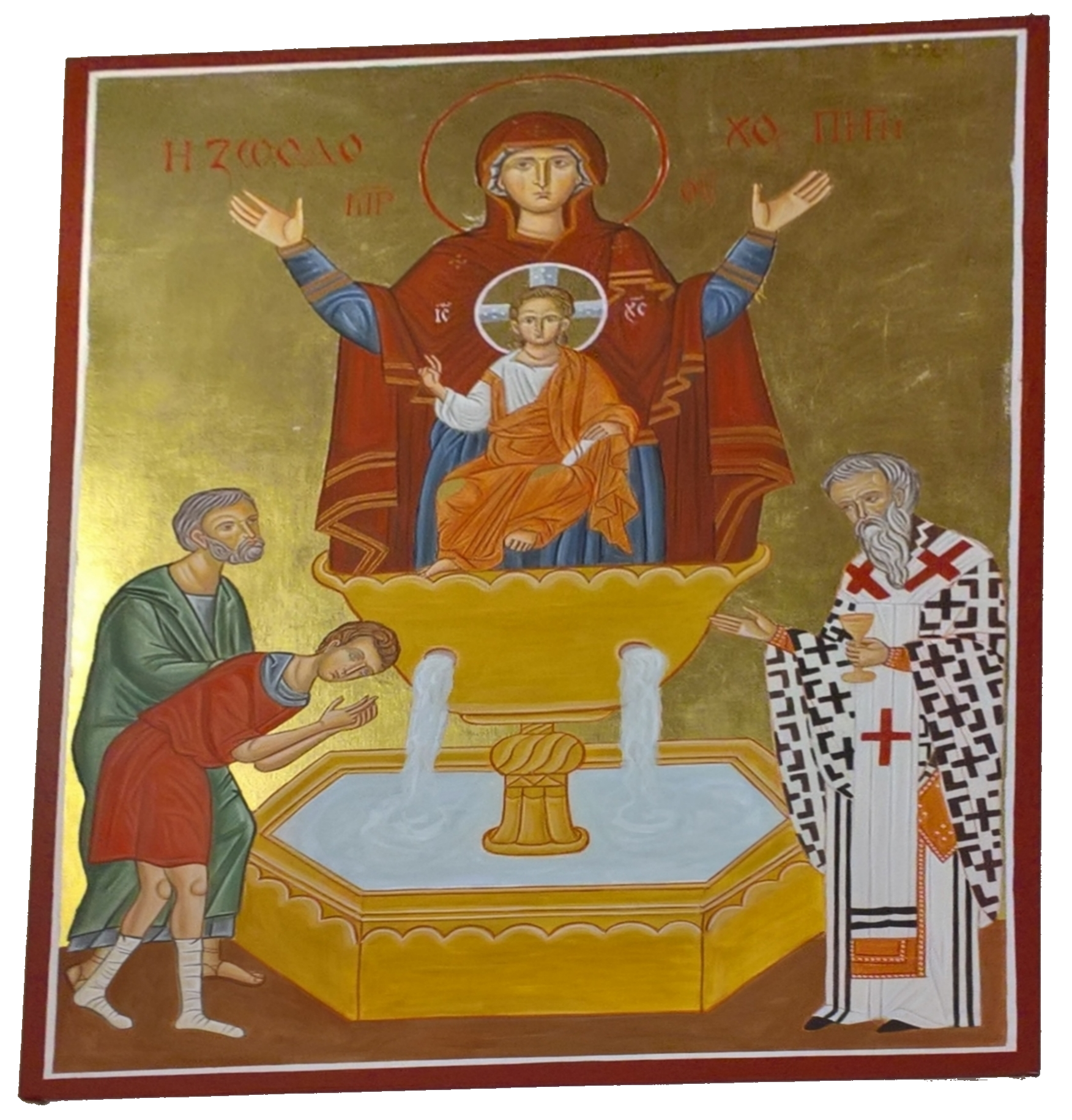
Der Führer begleitet den Blinden an die wunderkräftige Quelle; Ikone in der griechisch-byzantinischen Chiesa Santissimo Salvatore in Cosenza

- Die erste und wichtigste Kirche war die in der Nähe der Kirche der Hodigoi („Führer“, Sing.: hodegos oder odegos).[Anm. 1] östlich oder südöstlich der Hagia Sophia gelegene,[10] in der das Kultbild der Gottesmutter aufbewahrt und verehrt worden sein soll. Die Kirche und das Kloster erhielten den Namen Hodegon, das Kultbild den der Hodegetria. Später erhielt der Name Hodegetria eine zusätzliche Bedeutung aufgrund von Marias Arm-Hand-Haltung, deren Finger auf den Sohn als „Weg, Wahrheit und Leben“ zeigen. Das berühmte Bild galt als die Beschützerin der Stadt Konstantinopel und des ganzen Östlichen Reiches. Die byzantinischen Kaiser selbst sollen sie an der Spitze ihrer triumphalen Prozessionen als „Wegweiserin“ getragen und auf diese Weise den Titel Hodegetria bekräftigt haben.[11] Sie zu besitzen war sehr wichtig und bedeutete das wahre Palladium von Konstantinopel.[12] Die Ikone der Hodegetria soll mit der Eroberung von Konstantinopel durch das Osmanische Reich (1453) zerstört worden sein.[3] Über Kopien des Originals hat sich der Darstellungstyp jedoch bis heute erhalten.
- Es folgte im Ortsviertel Chalkoprateia (altgriechisch Χαλκοπρατεῖα, Kupfermarkt) 150 Meter westlich der Hagia Sophia die Chalkoprateiakirche, in der der Gürtel der Heiligen Jungfrau aufbewahrt und verehrt wurde.[13] An den „heiligen Gürtel“ wandten sich unfruchtbare und schwangere Frauen und Gebärende.[14] An der Stelle der Chalkoprateiakirche steht heute die Zeynep Sultan Moschee.[15]
- 452 ließ Kaiserin Aelia Pulcheria an der Landmauer zum Goldenen Horn,[16] einem im Norden für die Verteidigung der Stadt wichtigen Punkt, im Stadtviertel Blachernai die Blachernenkirche bauen, um das Kleid Marias und ihre Tücher, die man nach ihrer Entschlafung im leeren Grab fand, aufzubewahren und zu verehren. In besonderen Momenten der Gefahr wandte man sich an den Schleier.[14]

Es wird berichtet, dass der eilig von seinem Feldzug gegen die Araber zurückgekehrte Kaiser Michael III. und der Patriarch Photios I. nach einer feierlichen Prozession zum Goldenen Horn den Schleier der Gottesmutter Maria am 18. Juni 860 ins Meer warfen, worauf die Feinde (Rus) ihre Belagerung abbrachen und davonsegelten.
Die Kirche der Heiligen Maria von Blachernae besaß auch andere Bilder der Jungfrau, eine Deësis, eine Hodegetria, die auch Blacherniotissa oder „betende Maria“ (lat. Maria orans) genannt wurden. Die Sankt-Maria-von-Blachernae-Kirche brannte 1433 nieder und die Ikone Blachernae, die als ursprünglicher Prototyp galt, wurde dabei zerstört.

## Marienerscheinungen in Konstantinopel
Es sind fünf Marienerscheinungen bekannt, die sowohl von der katholischen Kirche als auch von der orthodoxen Kirche in der antiken Hauptstadt Konstantinopel anerkannt werden.:123
- 455 erschien Maria dem späteren byzantinischen Kaiser Leo I., der 473 eine neue Kirche in der Nähe der von Pulcheria 452 erbauten Blachernen-Kirche erbauen ließ, der er den Namen Sankt Maria von Blachernae gab.
- 522 erschien Maria einem hebräischen Jungen, um ihn vor der Grausamkeit seines Vaters zu retten.
- 714 erschien Maria der Mutter des späteren Mönchs Stephanos dem Jüngeren, der dem Bilderstürmer Kaiser Konstantin V. widerstand.
- 1325 erschien Maria dem Abt Gerontius, der sich eine Ikone der heiligsten Gottesmutter angeeignet hatte, um Metropolit von Russland zu werden, und bewog ihn zur Rückgabe.

## Ikonografische Geschichte

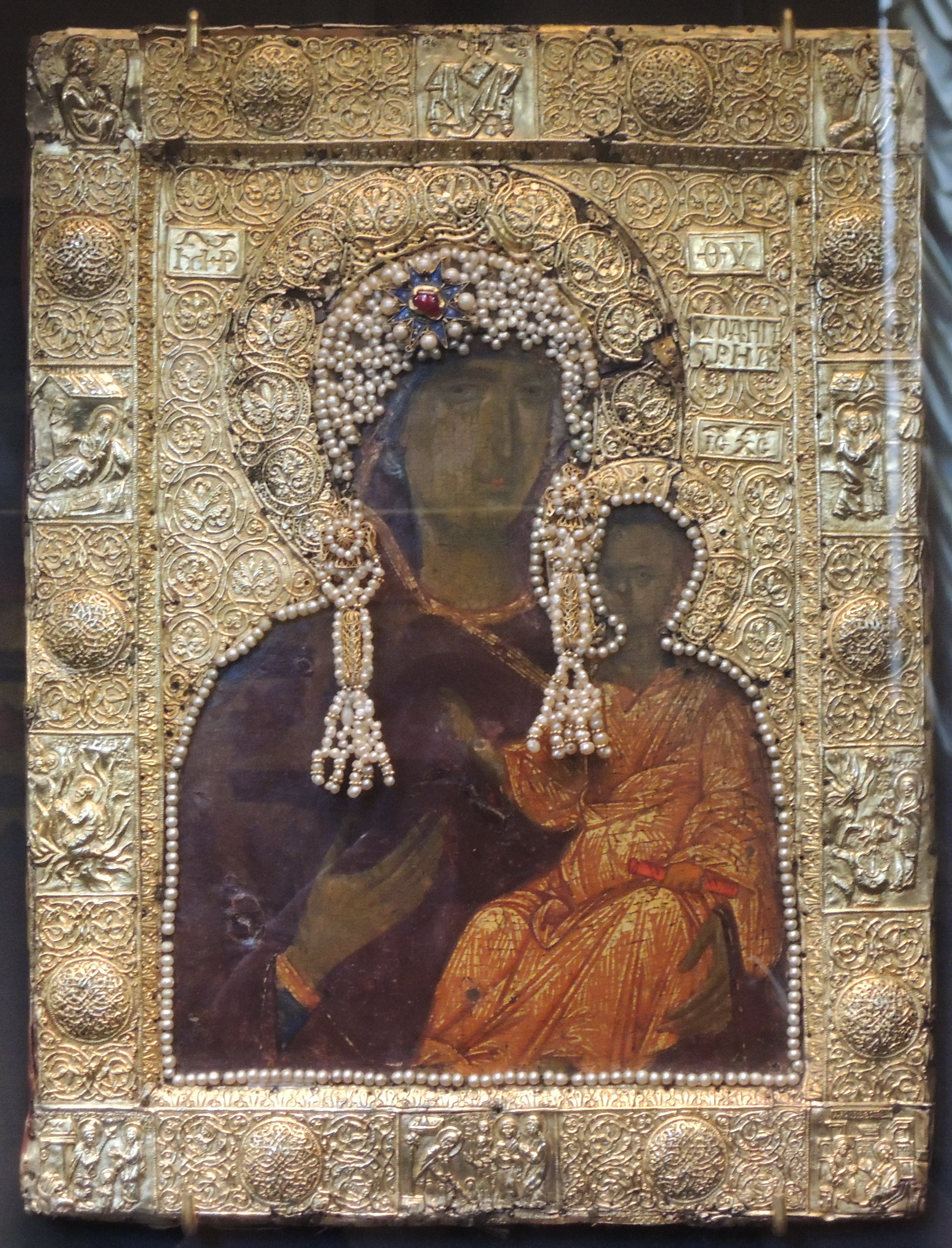
Hodegetria mit Riza (Metallschutzabdeckung) aus dem 15. Jahrhundert

Die Marienikonen sind die zahlreichsten der Ikonografie und die, die von den Gläubigen am meisten geliebt werden. Die Madonna wird hauptsächlich als Brustbild dargestellt, aber auch sitzend oder stehend als Ganzkörperbild. Obligatorisch wird sie auf einem goldenen Hintergrund gemalt, Symbol des Himmels, wo sie sich befindet. Sie hält den göttlichen Sohn entweder auf ihrem linken Arm (manchmal auch auf dem rechten) oder auf ihrem Schoß. Jesus hat die Statur eines Kindes und die Gesichtszüge eines Erwachsenen. Sein Gewand wird häufig von goldenen Lichtreflexen erhellt. Diese scheinbar ungewöhnliche Inszenierung legt die Interpretierung nahe, dass er, Immanuel (עִמָּנוּ אֵל „Gott (ist/sei) mit uns“), der Sohn Gottes und Gott selbst ist. Marias göttliche Mutterschaft wird durch zwei Abbreviaturen auf beiden Seiten des Kopfes bezeugt: „MP ΘY“, für „Μητέρα τοῦ Θεοῦ“ (Mutter Gottes).
Historisch gibt es keine zeitgenössischen Darstellungen der Mutter Gottes und bald begann die Suche nach dem Urbild. Es gibt einige historische Zeugenaussagen, die alle eine unterschiedliche Beschreibung abgeben.
Es gibt eine Beschreibung von Georgios Kedrenos, byzantinischer Geschichtsschreiber aus dem 11. bzw. 12. Jahrhundert. Nach ihm war Maria kleiner Statur mit dunkler Haut, blonden Haaren, mit hellen und kleinen Augen, markierten Augenbrauen, kleiner Nase und schmalen Fingern.
Der griechische Kirchenhistoriker Nikephoros Kallistu Xanthopulos (* etwa 1268/1274; † nach 1328) nimmt in seiner Historia ecclesiastica die Texte seiner Vorgänger über die somatischen Züge von Maria wieder auf und bestätigt die Aussagen des Priesters Epiphanius aus dem 8./9. Jahrhundert, dass sie von mittlerer Statur und mit von der Sonne des Vaterlandes vergoldeter Hautfarbe (der Farbe des Weizens) gewesen sei, dass sie blonde Haare, einen scharfen Blick, etwas bläuliche Augen mit olivenfarbenen Pupillen, gebogene schwarze Augenbrauen, eine längliche Nase und rote Lippen gehabt habe. Das Gesicht sei weder rund noch eckig, sondern länglich gewesen. Ihre Hände und Finger seien schmal gewesen. Angeblich zog sie Kleider mit natürlichen Farben vor, was an ihrem Kopfschleier, der in der Sankt-Maria-von-Blachernae-Kirche aufbewahrt worden ist, zu sehen war.

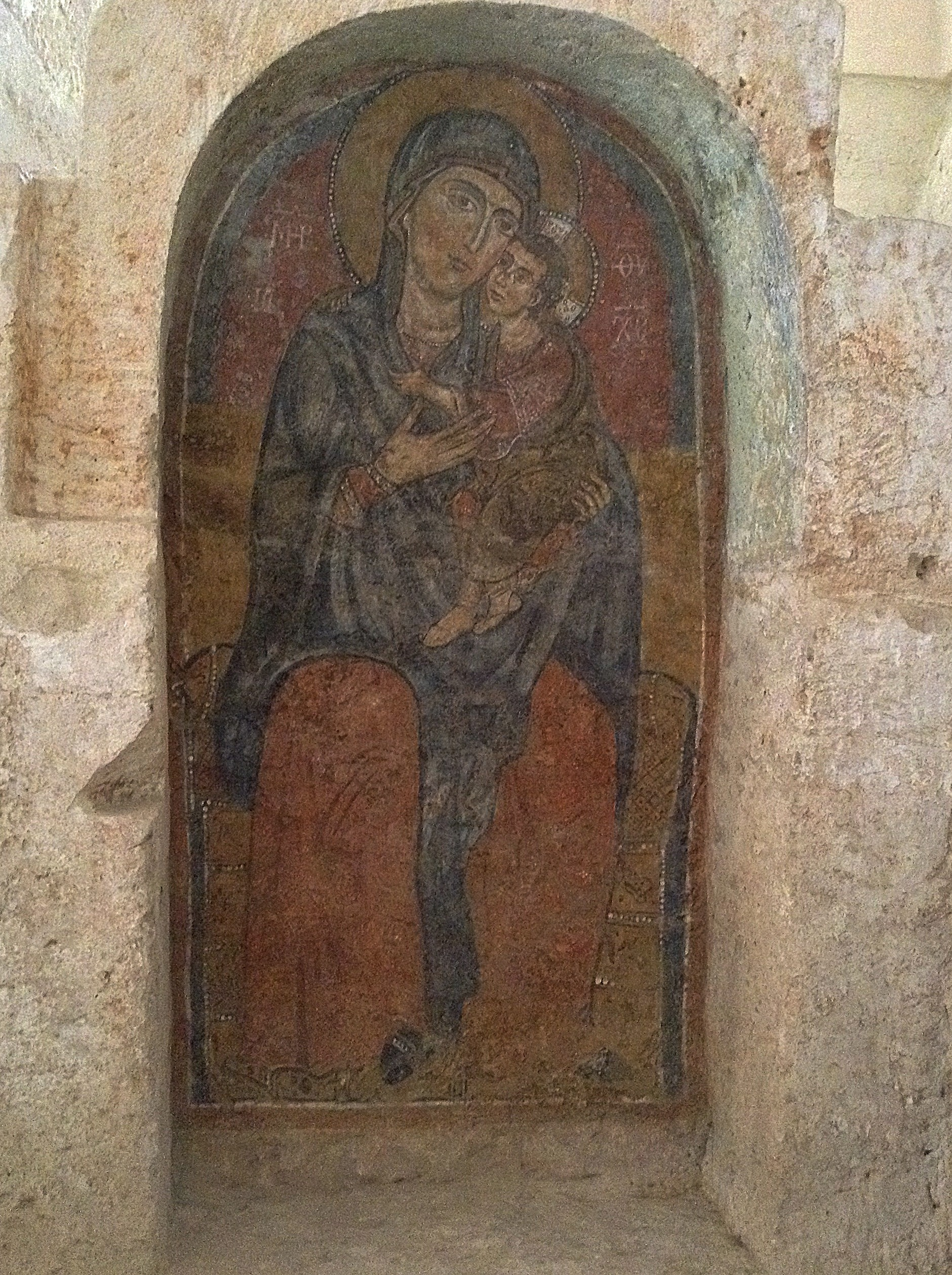
Monolith der Madonna auf dem Thron mit dem Kind auf dem linken Arm (Aristerokratusa) in der Felsenkrypta Madonna delle Grazie in San Marzano di San Giuseppe; 13. Jahrhundert

Aus dem Handbuch der Malerei des griechischen Malermönchs Dionysios von Phourna (* um 1670; † nach 1744) liest man das folgende Bild über den „Charakter der Gottesgebärerin“:

„Die hochheilige Gottesmutter (ist) im mittlern Alter; andere sagen auch sie sei drei Ellen (groß); waizenfarbig; gelbhaarig mit gelben Augen, schönen Haaren, großen Brauen, mittlerer Nase, lange Hand; lange Finger; schöne Kleider; demüthig, unscheinbar, nicht nachlässig (im Anzuge); liebt natürliche Farben an den Kleidern; es bezeugt dies das Homophorium [Oberkleid], das in ihrem Tempel liegt.“

Wie schon erwähnt, gibt es keine zeitgenössischen Darstellungen der Mutter Gottes, was die Künstler im Laufe der Jahrhunderte dazu brachte, ihrer Phantasie freien Lauf zu lassen. Es gibt etwa 400 unterschiedliche Ikonen der Gottesmutter. Ursprünglich gab es aber hauptsächlich drei verschiedene Ikonografien:
- die Hodegetria (griechisch Οδηγήτρια, Wegweiserin und Schutzpatronin von Sizilien und der Wanderer). Die Gottesmutter wird in statischer, starrer und frontaler Haltung dargestellt und hält auf ihrem linken Arm (Aristerokratusa), manchmal auch auf dem rechten (Dexiokratusa), das nicht mehr kindliche, segnende Jesuskind aufrecht, welches häufig eine Schriftrolle in der linken Hand hält. Maria zeigt mit ihren Fingern der rechten Hand auf das Kind, auf den „Weg“ der Erlösung. Jesus macht darauf einen eher verklärten Gesichtsausdruck, Maria strahlt Würde aus.[26] Eine Variante der Hodigetria sind Eleusa, die „Barmherzige“ und Glykophilusa,[27] die „Liebkosende“. Der Unterschied zwischen der Eleusa und der Glykophilousa ist nicht klar und liegt in der Intensität der Demonstration der Zuneigung zwischen der Mutter und ihrem Sohn.[28] Die Gottesmutter hält ihr Kind zärtlich im Arm, Jesus schmiegt seine Wange an die seiner Mutter. Nach Ansicht einiger Wissenschaftler berührt das Kind in dieser Ikone mit seiner Hand das Kinn der Jungfrau.[29]
- Die Blacherniotissa oder betende Madonna geht auf drei Gnadenbilder in der Blachernenkirche zurück und wird stehend und mit seitlich erhobenen Armen betend (Orantenpose) ohne Jesuskind oder mit dem ganz- oder halbfigurigen Jesuskind in Form eines Brustmedaillons auf der Höhe des Bauches (Blacherniotissa Platytera; griechisch: platys, „weit“, „breit“) dargestellt. Eine weitere Form der Blacherniotissa ist die Darstellung Marias, mit oder ohne Jesuskind, von Heiligen und Engeln flankiert (Panagia, griech.: die „Allerheiligste“).[30]
- Die Nikopoia (die „Siegbringende“; auch: Nikopea, Nikopeia, Nicopeia) oder die Thronende Madonna; die Gottesmutter, auf dem Thron sitzend, hält das Jesuskind auf dem Schoß vor der Brust. Diese Darstellung ist die am häufigsten benutzte in der christlichen Welt.

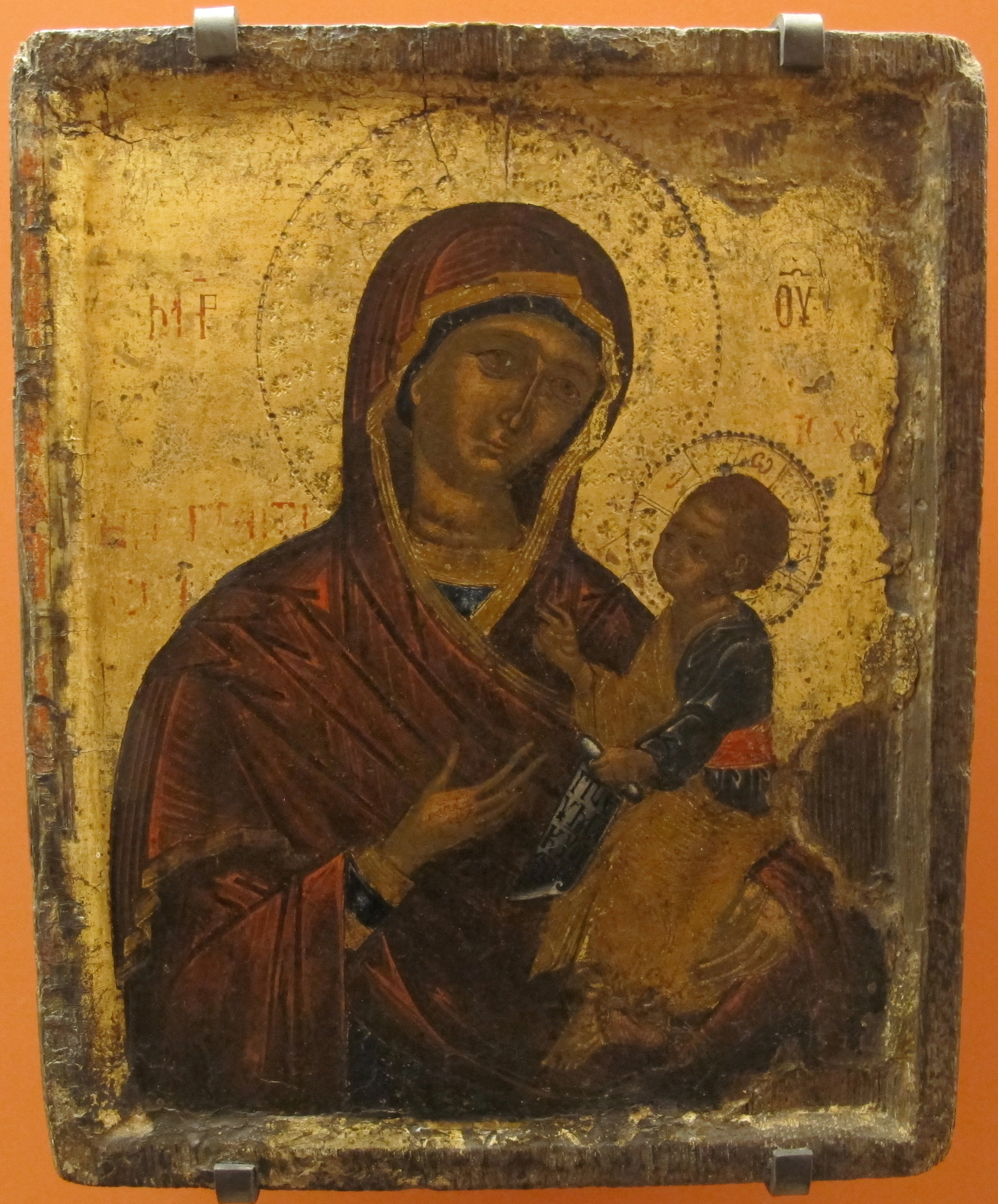
Hodegetria aus dem 15. Jahrhundert
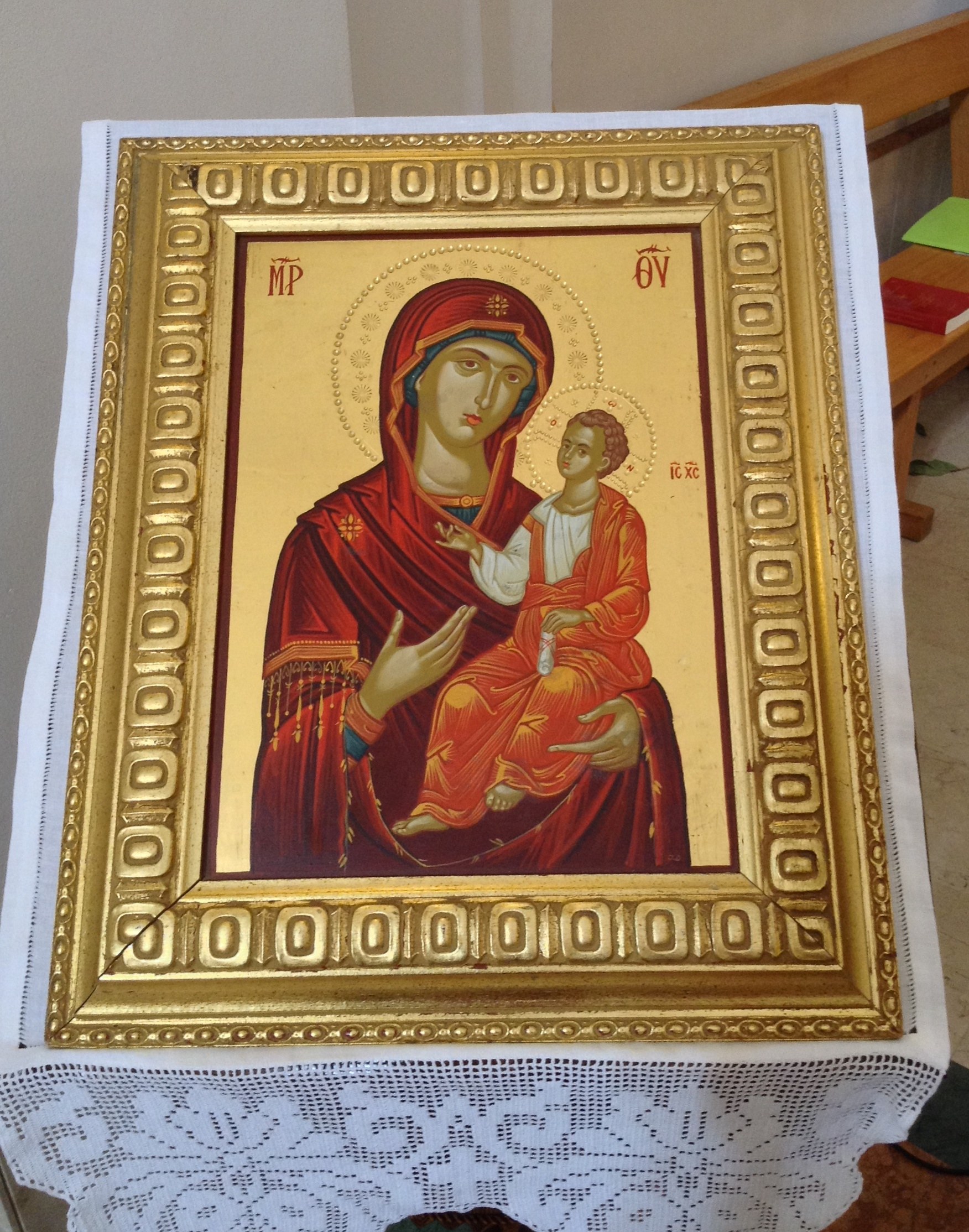
Moderne Ikone der Hodegetria in der griechisch-byzantinischen Chiesa San Basilio Magno in Ejanina
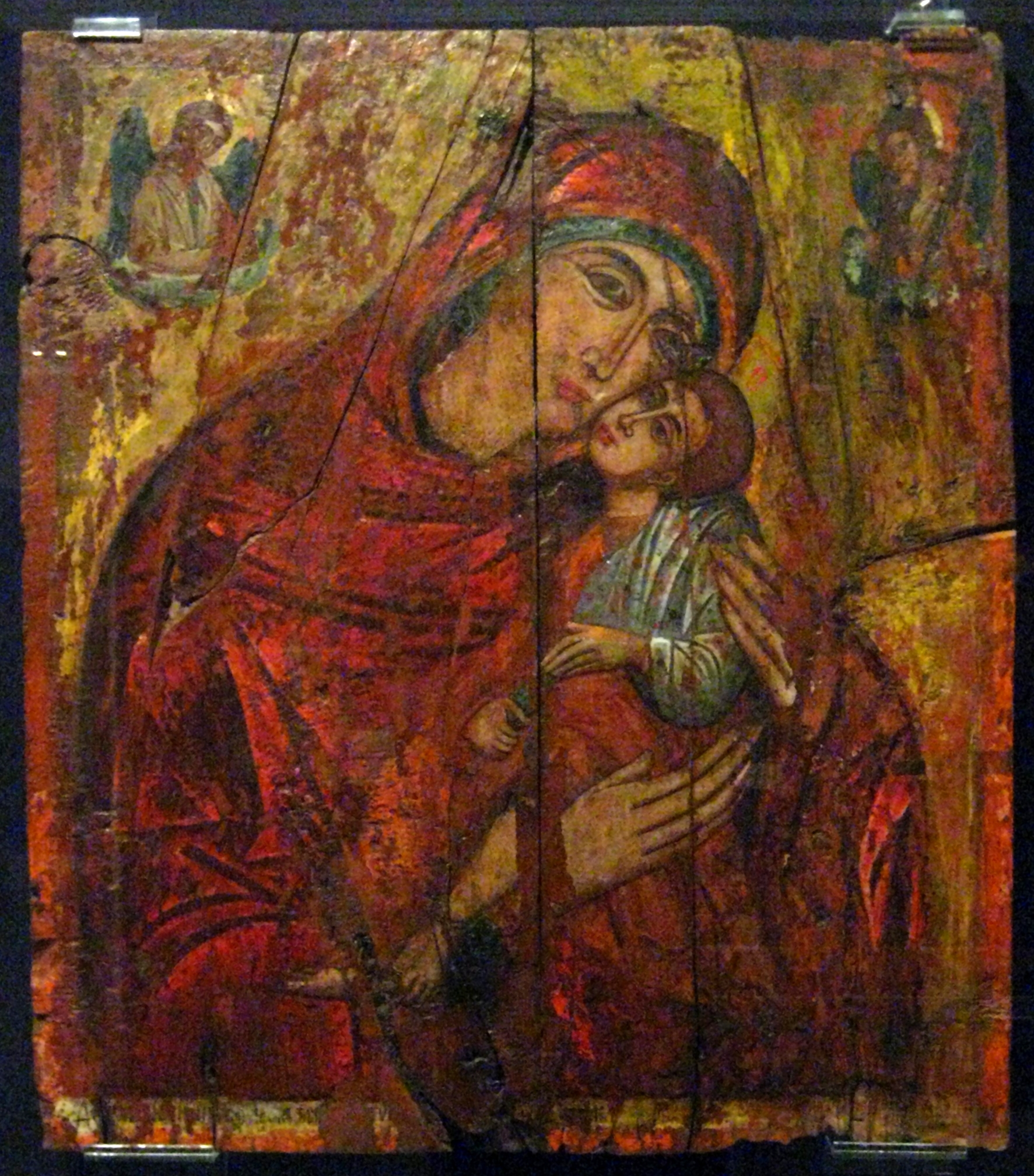
Ikone der Eleusa aus dem 16. Jahrhundert
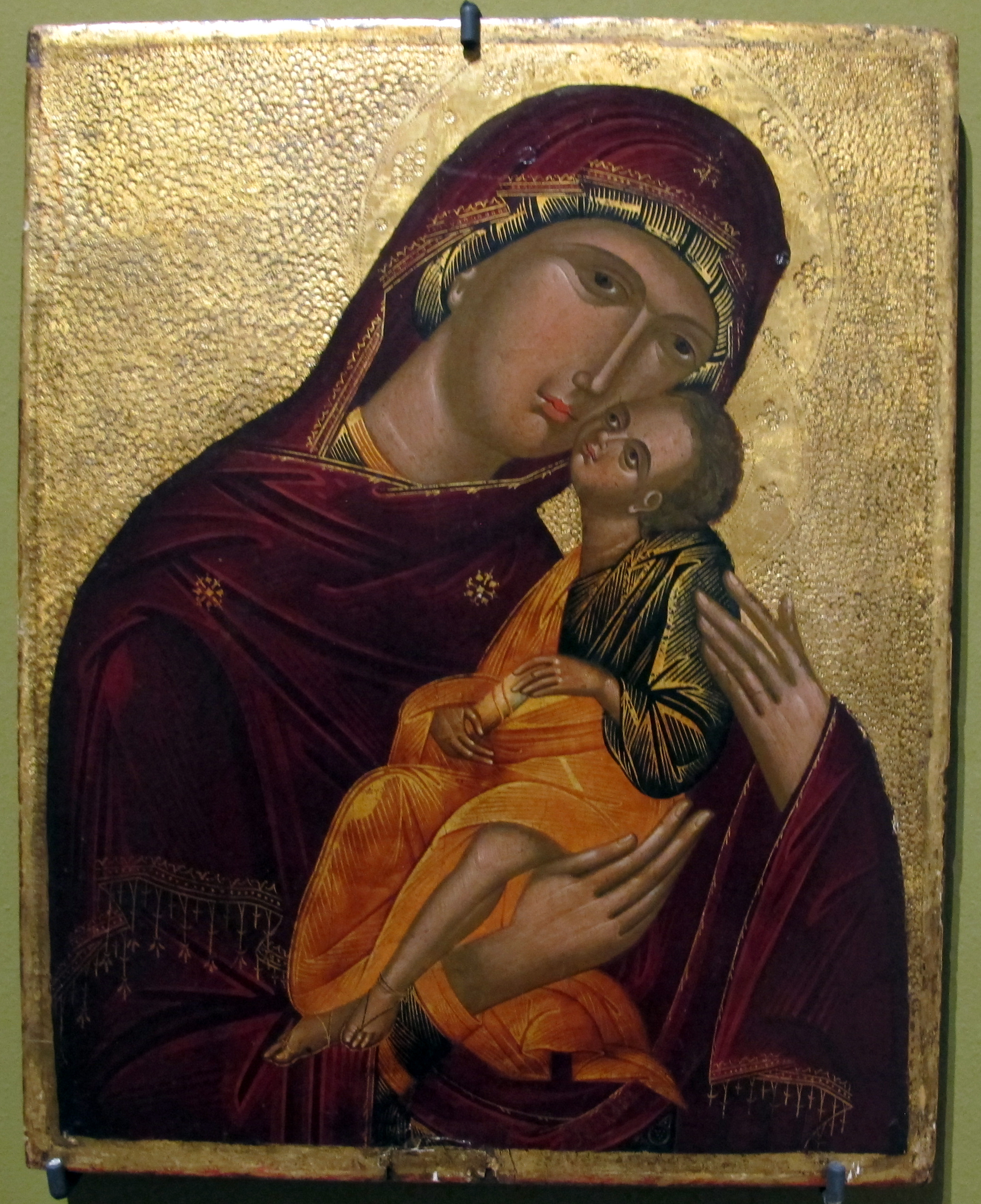
Ikone der Glykophilusa aus dem Jahr 1547 (Musée d’art et d’histoire in Genf)
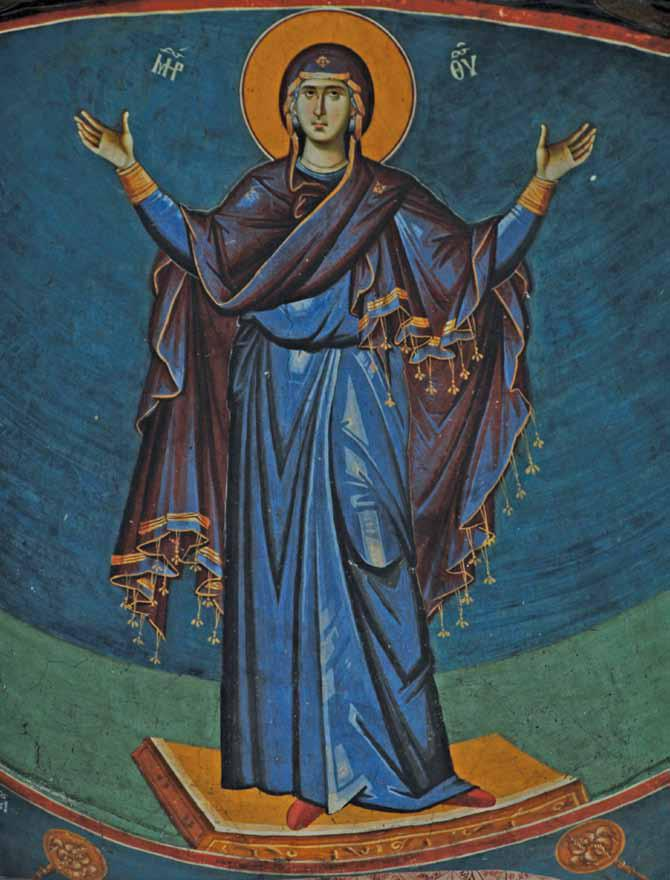
Fresko der Blacherniotissa Orantenpose aus dem 13. Jahrhundert in der Theotokos Peribleptos Kirche in Ohrid in Mazedonien
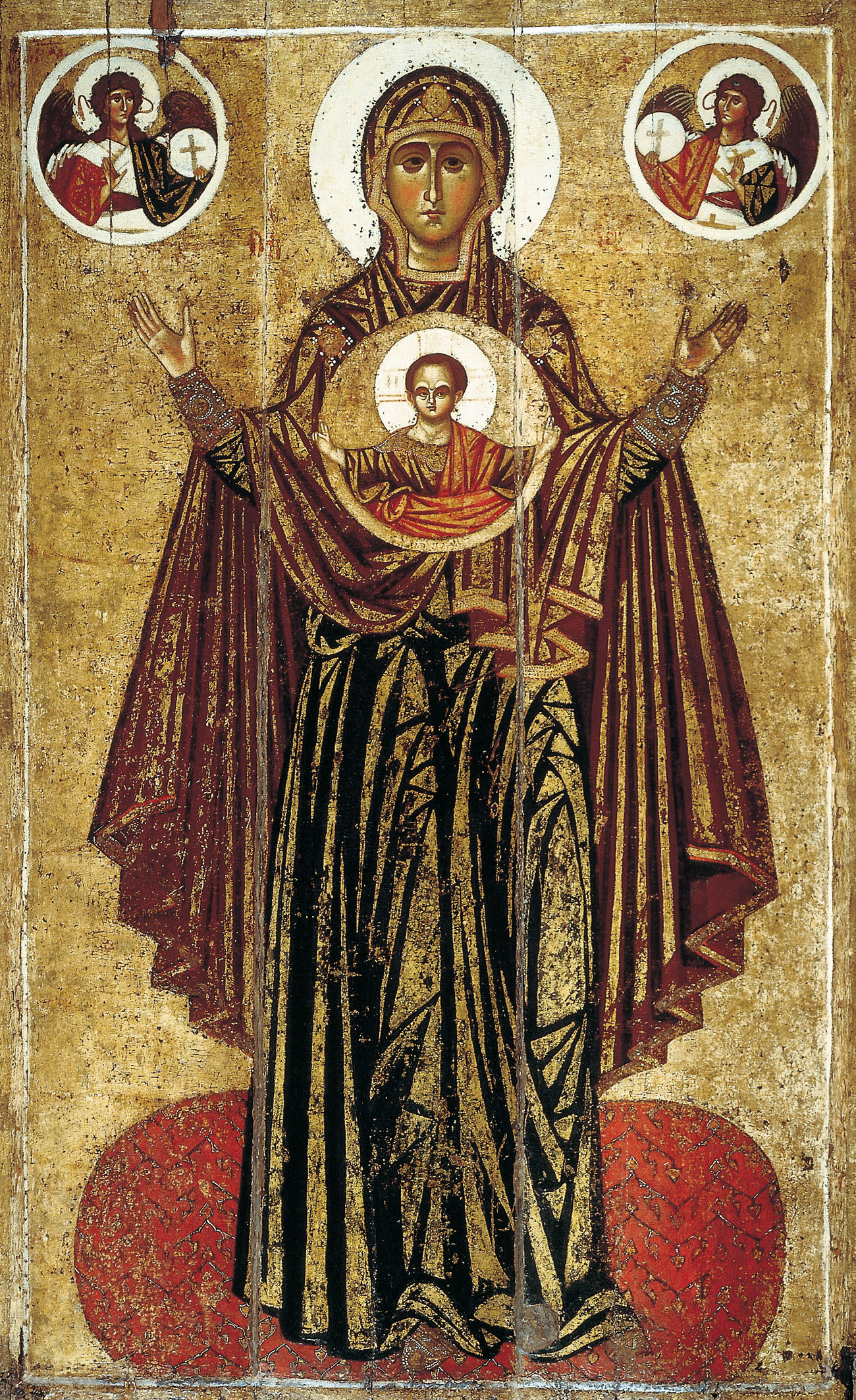
Ikone der Blacherniotissa Platytera aus dem 13. Jahrhundert
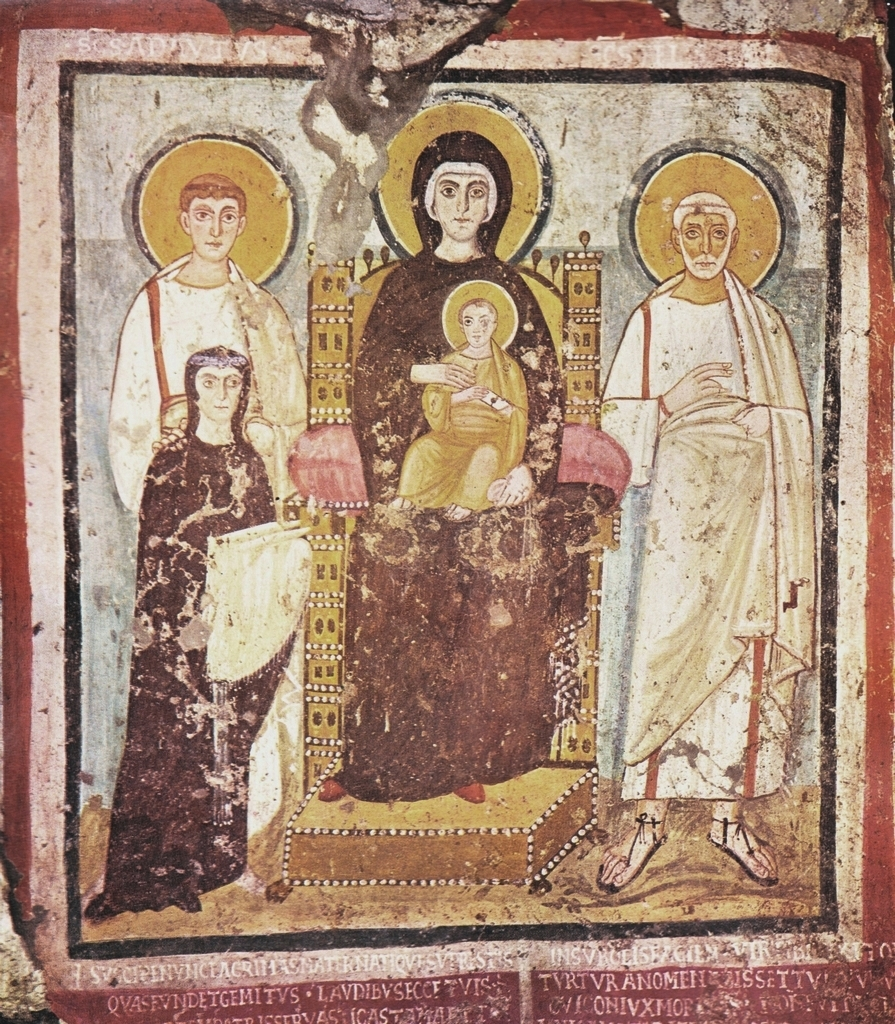
Nikopeia, Fresko in den Commodilla-Katakomben in Rom, 528

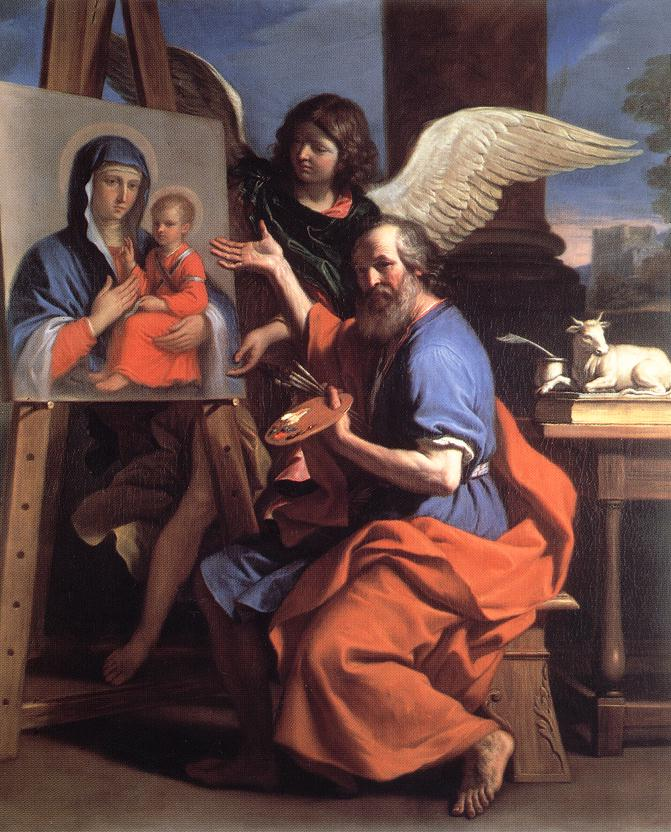
Gemälde des Guercino: Der Evangelist Lukas malt die Ikone der Hodegetria

Nach der Überlieferung reproduzieren die Marienikonen ein originales Porträt von Maria, das der Evangelist Lukas auf Holztafel (Ikone) nach Pfingsten gemalt haben soll, als Maria noch in Jerusalem lebte. Im 5. Jahrhundert soll das Porträt nach Konstantinopel gebracht worden sein und im marianischen Sanktuarium Hodegetria aufbewahrt worden sein, von dem das Bild später den Namen bekommen haben soll (siehe oben). Das erklärt, warum viele Marienikonen in Italien als Madonna von San Luca, griechische Madonna, Madonna von Konstantinopel oder Madonna Odigitria verehrt werden. Letztere wird abgekürzt auch als Madonna d’Itria (auch: dell’Itria, dell’Idria) bezeichnet. Nach der osmanischen Eroberung von Konstantinopel im Jahr 1453 ist die Ikone verschollen. Das Aussehen der Madonna lässt sich aus den unzähligen Repliken erschließen, da sie wohl die meist reproduzierte Ikone war.
Zu erwähnen ist, dass die italienische Kunst für viele Jahrhunderte dem Modell treu geblieben ist, was bei vielen Madonnen in Florenz, Neapel, Sizilien und Venedig aus dem 13./14. Jahrhundert zu beobachten ist.
Die Renaissance (Mitte des 14. – Ende des 16. Jahrhunderts) markierte eine Aufgabe dieser Kunst. An ihre Stelle trat die Kunst der sogenannten „Madonnari“ (Madonnenmaler, Straßenkünstler), die die Erinnerung an die Madonna Hodegitria in Venedig und in den benachbarten Regionen verewigten.

## Nachfolge

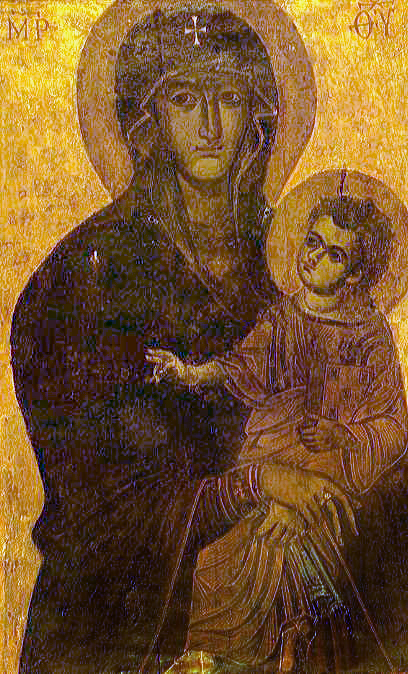
Salus populi Romani

Hodegetria als Typus von Mariendarstellungen fand zahlreiche Nachfolger der ursprünglichen Ikone, sowohl in der Ost- als auch in der Westkirche.
Vom Kultbild der Maria soll in Konstantinopel eine spiegelbildliche Kopie auf Leinwand durchgeführt worden sein, so dass sich das Kind auf dem rechten Arm der Madonna befand (Dexiokratusa). Diese Kopie hätte Aelia Eudocia zwischen 439 und 440 dem weströmischen Kaiser Valentinian III. und seiner Frau Licinia Eudoxia nach Ravenna geschickt, die das Kultbild persönlich nach Rom gebracht hätten, wo es im kaiserlichen Palastkomplex Domus Augustana auf dem Hügel Palatin aufbewahrt worden sei. Später sei es in die nahe gelegene Chiesa Santa Maria Antiqua am Fuße des Palatin gebracht worden, wo die Madonna in eins der Fresken kopiert worden sei. Von hier aus soll das Kultbild in die Chiesa Santa Maria Nova (heute: Santa Francesca Romana) gebracht worden sein. Aus diesem Bild soll die "Salus populi Romani" entstanden sein, die auch dem Heiligen Lukas zugeschrieben wird und in der Cappella Paolina in der Basilika Santa Maria Maggiore verehrt wird.
Unter den berühmten Repliken des in Italien verehrten Typus befinden sich
- die Ikone der Madonna Consolata (die Tröstende) im Santuario della Consolata in Turin
- die Ikone der Madonna Mesopanditissa (Vermittlerin des Friedens) oder Madonna della Salute (Madonna der Gesundheit) in der Basilica della Salute in Venedig
- die Ikone der Madonna di San Luca (vom Heiligen Lukas) im Santuario della Madonna di San Luca in Bologna
- die Ikonen der Madonnen Hodegetria in der Krypta Santa Maria di Costantinopoli in der Kathedrale di San Sabino in Bari, Apulien und in der Kathedrale San Demetrio Megalomartire di Tessalonica in Piana degli Albanesi, Sizilien aus dem 16. Jahrhundert
- das Fresko der Madonna Achiropita (betrachtet als „nicht von Menschenhänden geschaffen“) in der Kathedrale di Maria Santissima Achiropita in Rossano, Kalabrien usw.

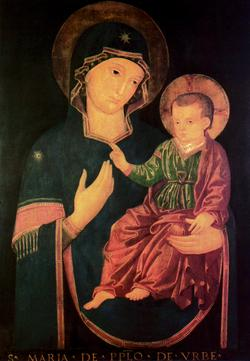
Madonna Consolata im Santuario della Consolata in Turin
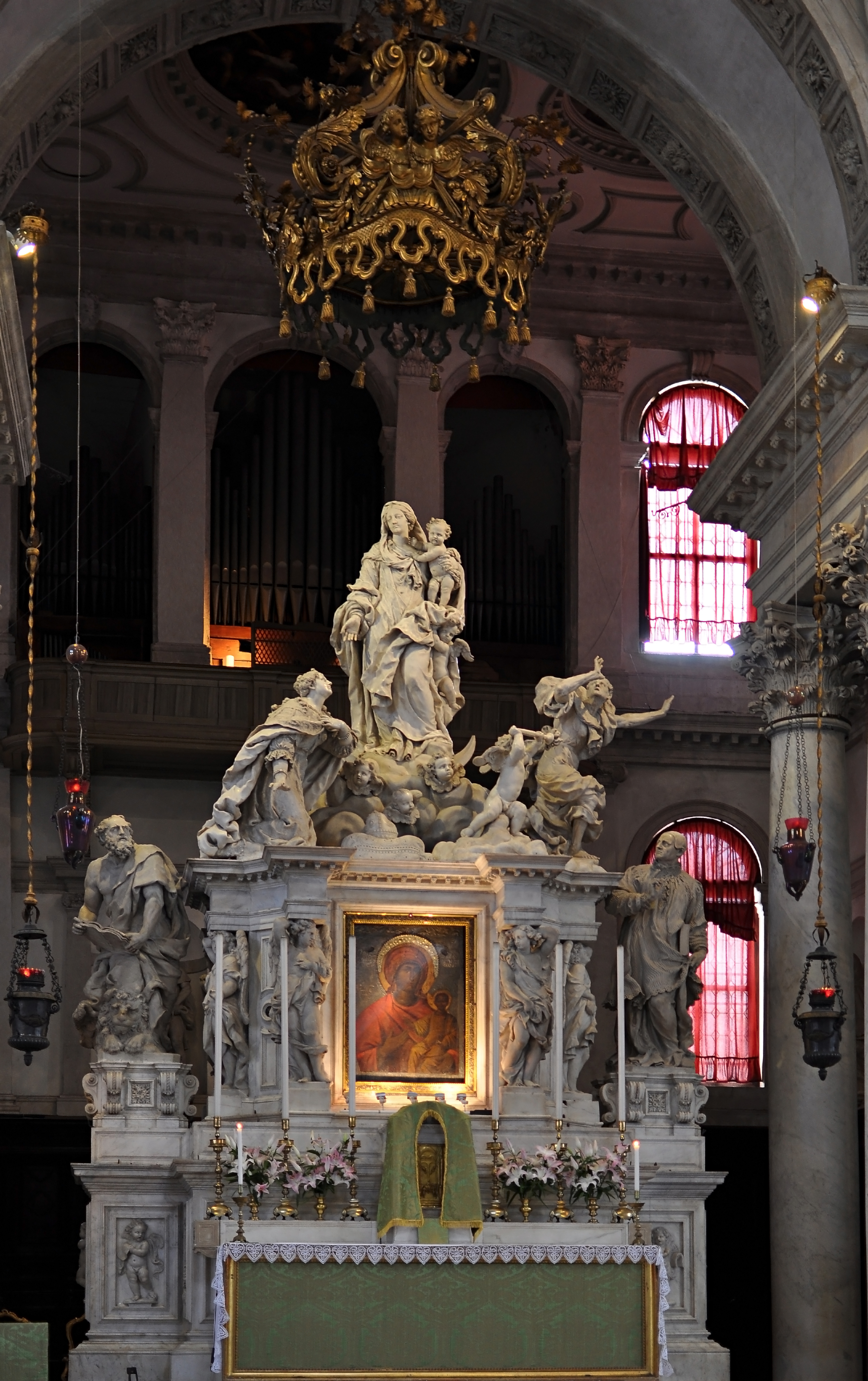
Madonna Mesopanditissa in der Basilika della Salute in Venedig
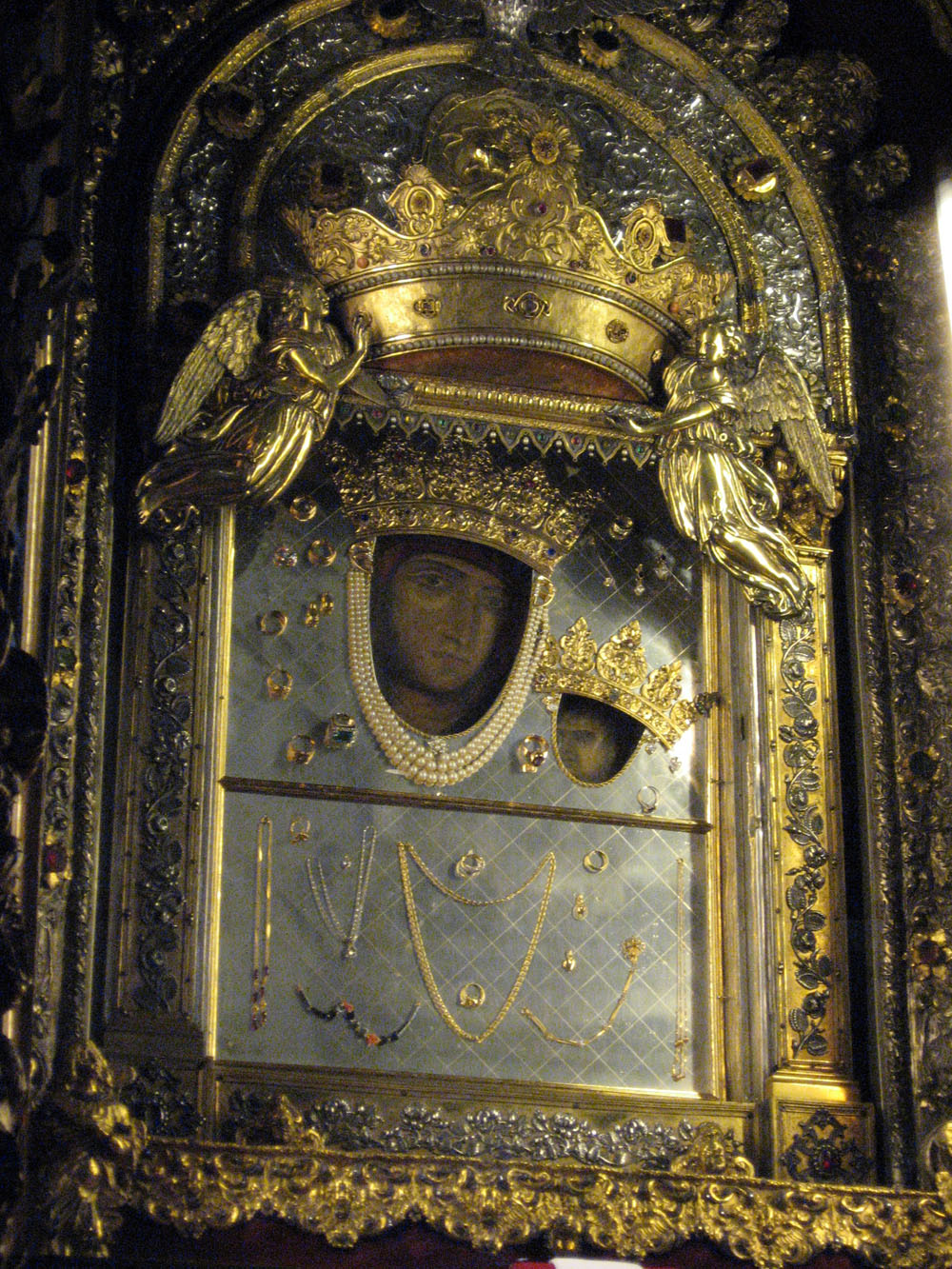
Madonna di San Luca mit Riza im Santuario della Madonna di San Luca in Bologna
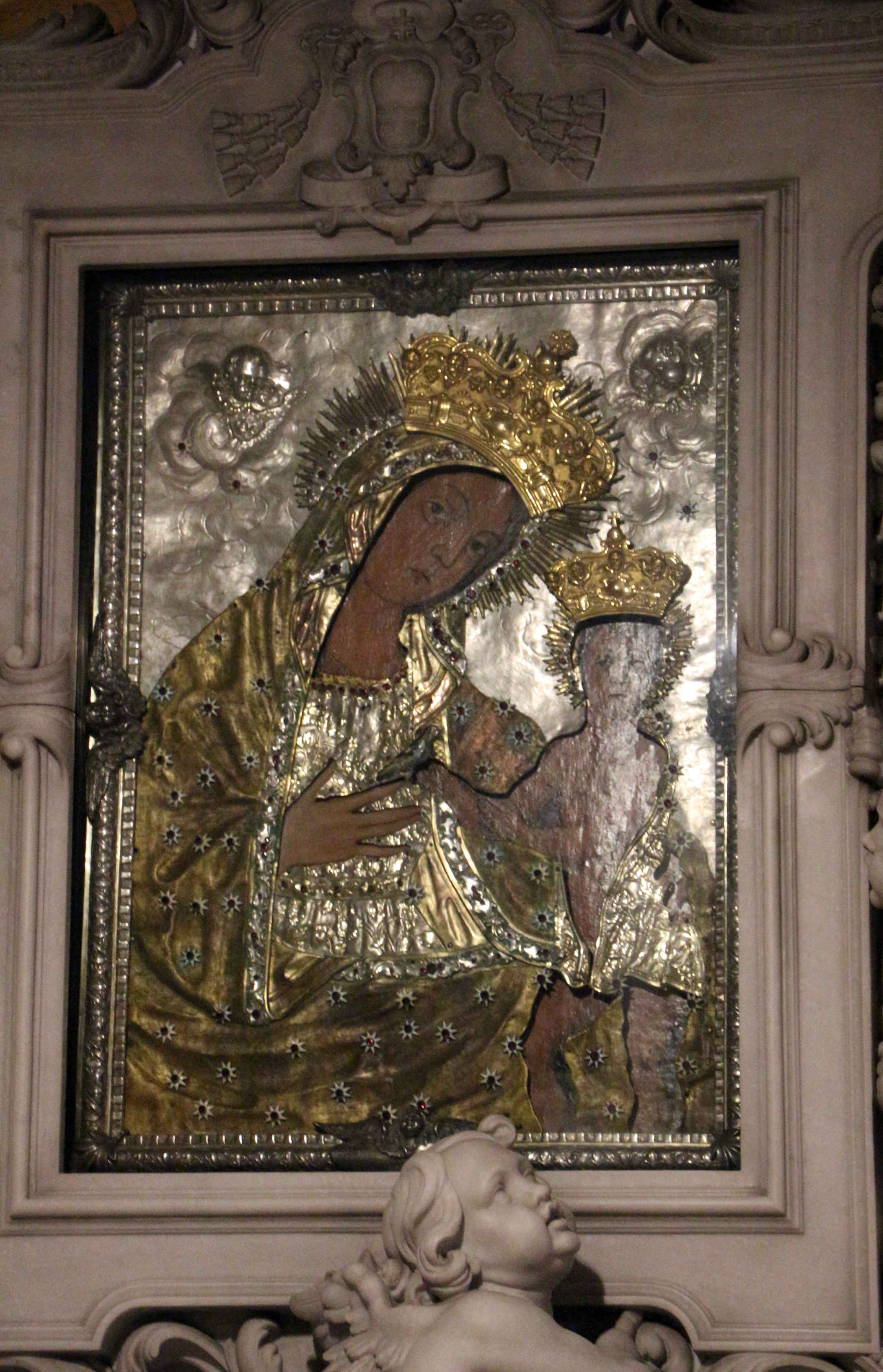
Ikone der Hodegetria mit Riza aus dem 16. Jahrhundert in der Kathedrale di San Sabino in Bari
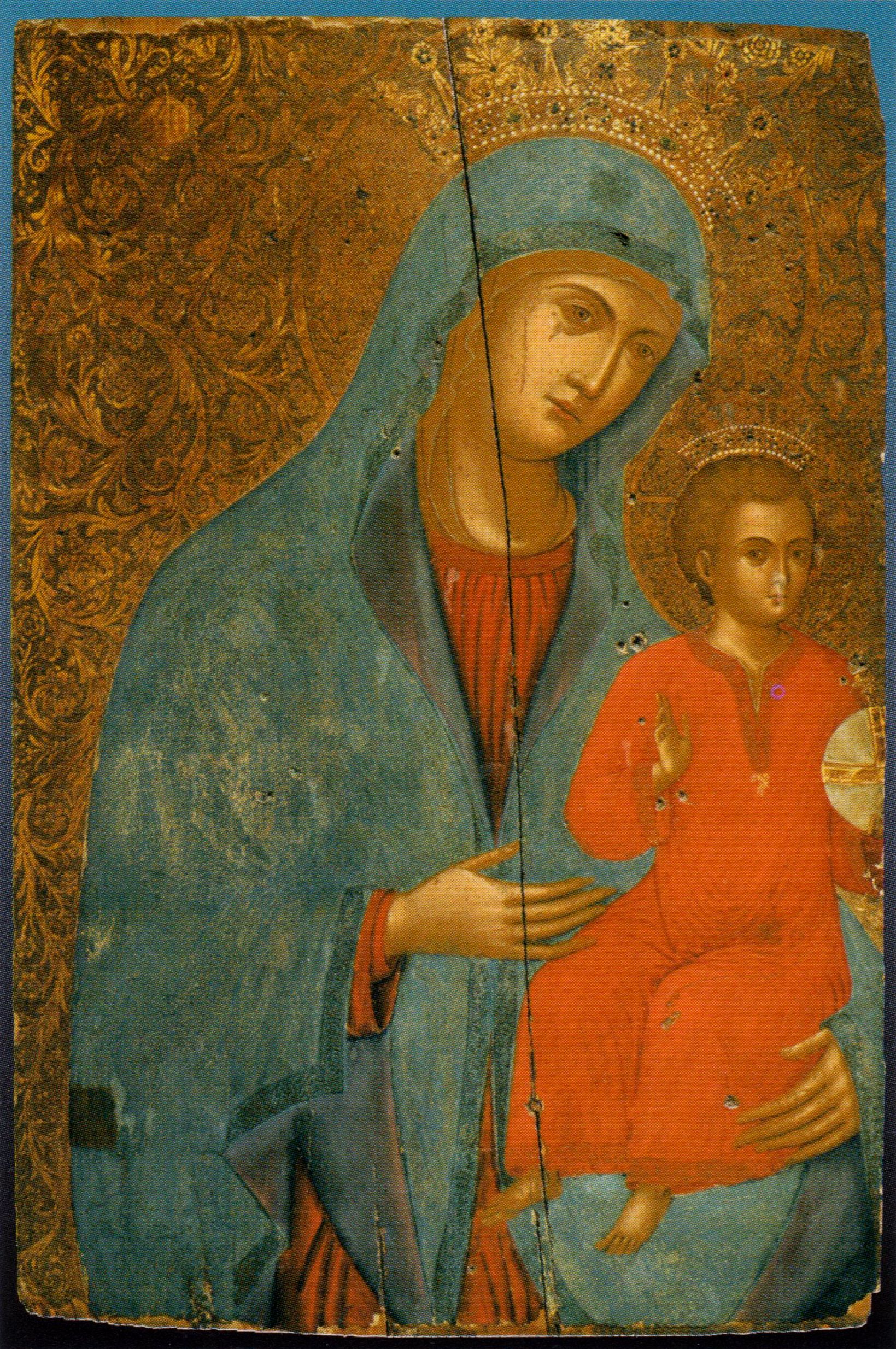
Ikone der Hodegetria in der Kathedrale San Demetrio Megalomartire di Tessalonica in Piana degli Albanesi
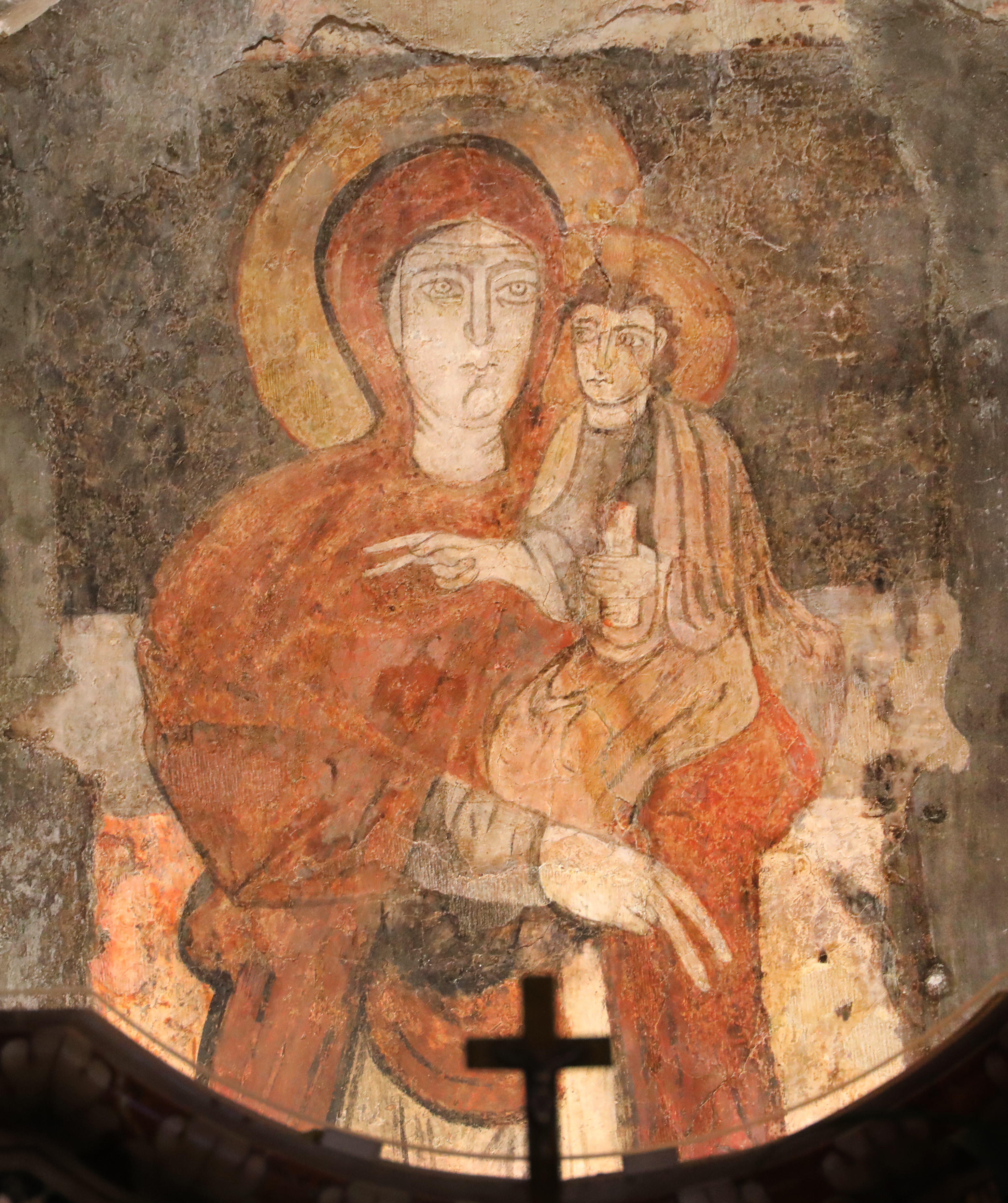
Madonna Achiropita in der Kathedrale di Maria Santissima Achiropita in Rossano

Rom besitzt nicht weniger als zehn Ikonen dieser Art.
- Die älteste aus dem 5./6. Jahrhundert, die Madonna del Conforto oder Santa Maria Nova wird in der Basilika Santa Francesca Romana aufbewahrt.
- Aus dem 7. Jahrhundert ist die Ikone der Madonna Hodegetria des Pantheon
- Fresko der thronenden Madonna in Cosmedin in der gleichnamigen melkitischen griechisch-katholischen Basilika in der Nähe des Tiberufers an der Piazza Bocca della Verità aus dem 12. Jahrhundert
- Die Ikone der Madonna della Salute (Gesundheit) in der Basilika dei Santi Cosma e Damiano aus dem 12. Jahrhundert
- Die Ikone der Madonna del Rosario (Jungfrau Maria vom Rosenkranz) in der Basilika di Santa Maria sopra Minerva aus dem 15. Jahrhundert, Fra Angelico zugeschrieben
- Das Fresko der Madonna, del Bessarione genannt, in der Bessarion-Kapelle in der Basilika dei Santi XII Apostoli aus dem 15. Jahrhundert.

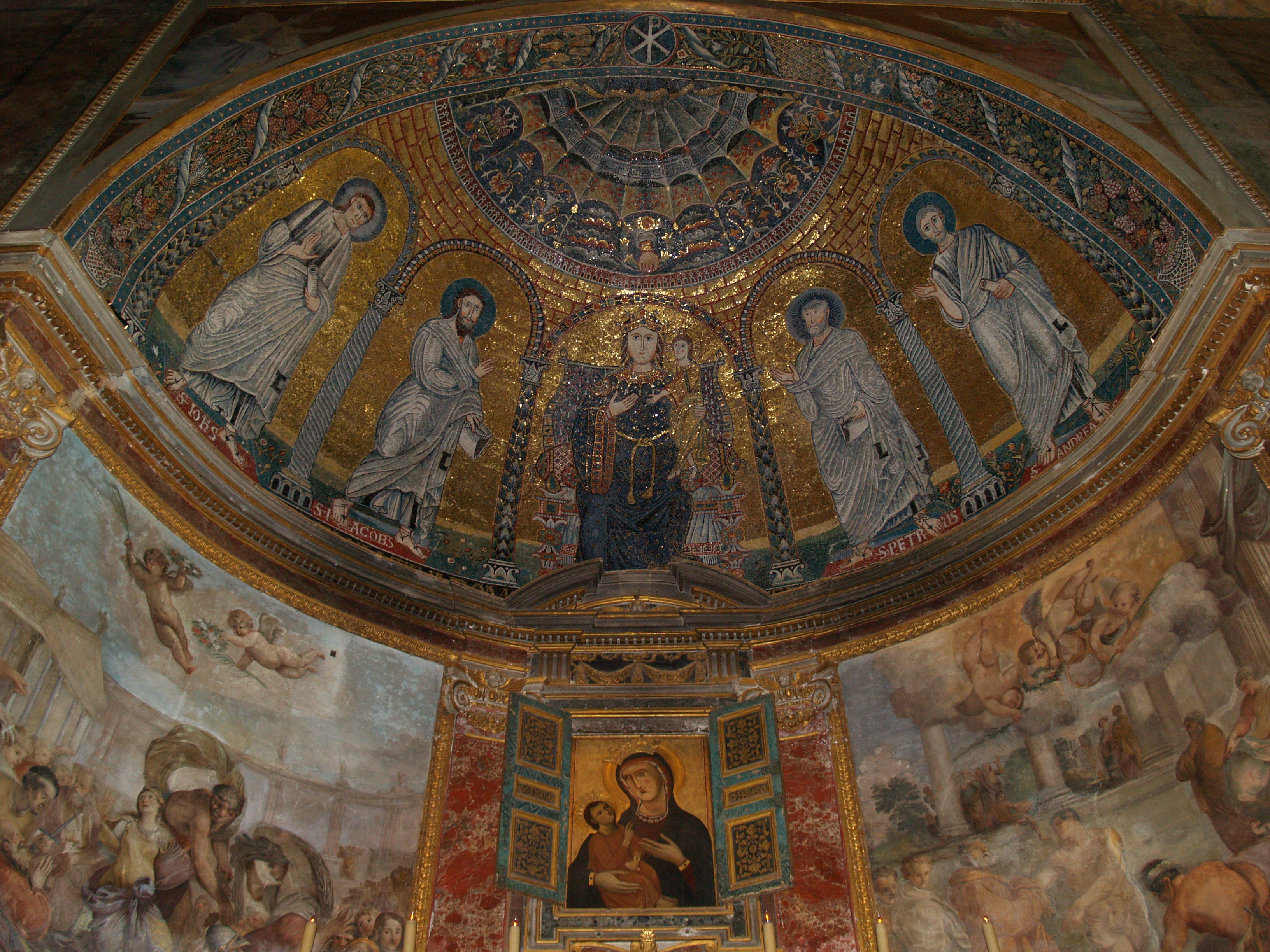
Apsismosaik mit der Ikone der Madonna del Conforto vom Typ der Hodegetria
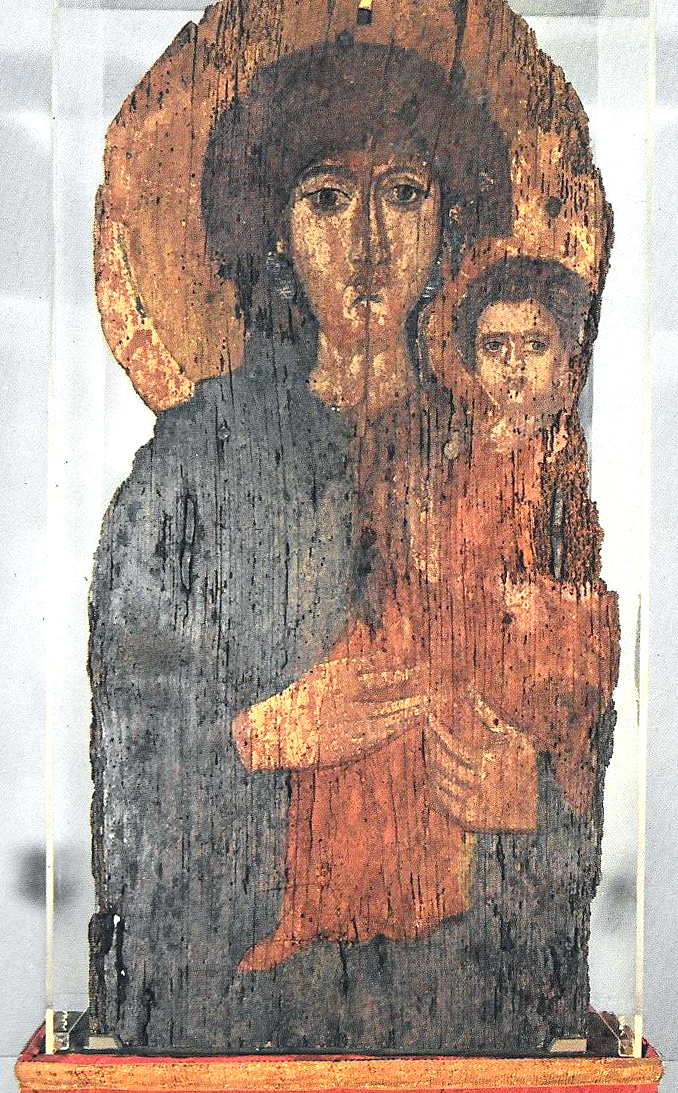
Madonna Hodegetria des Pantheon
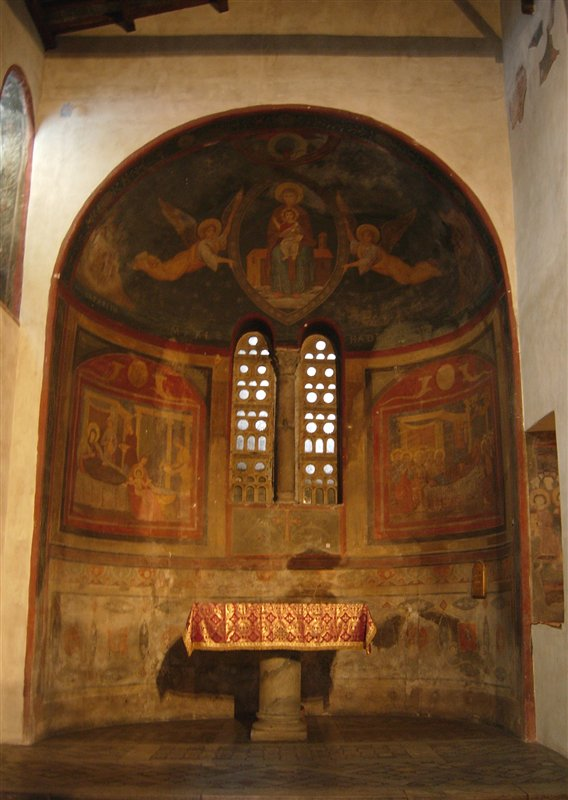
Die thronende Madonna in Cosmedin in der Apsis im linken Seitenschiff aus dem 12. Jahrhundert
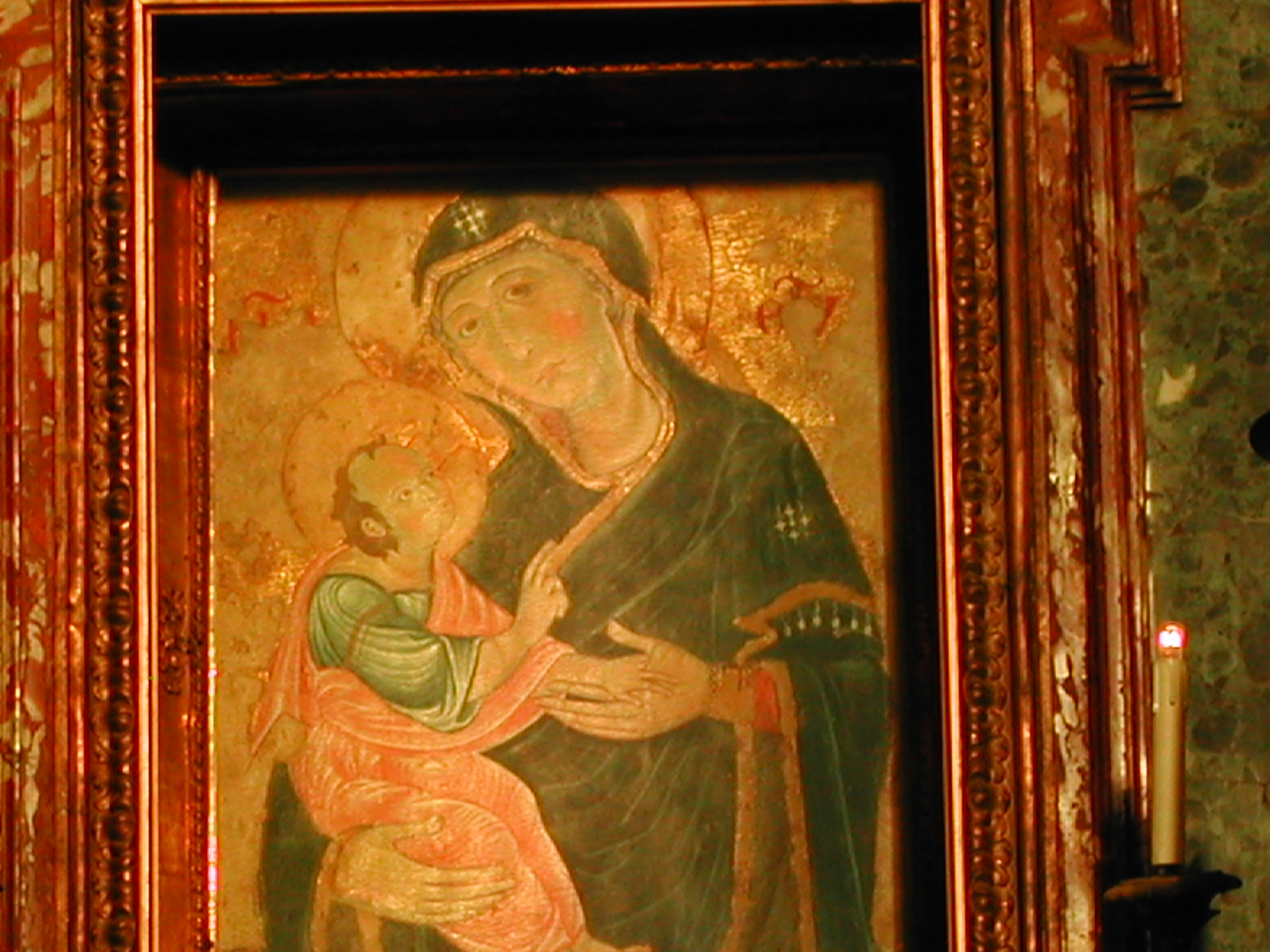
Madonna della Salute in der Basilika dei Santi Cosma e Damiano aus dem 12. Jahrhundert
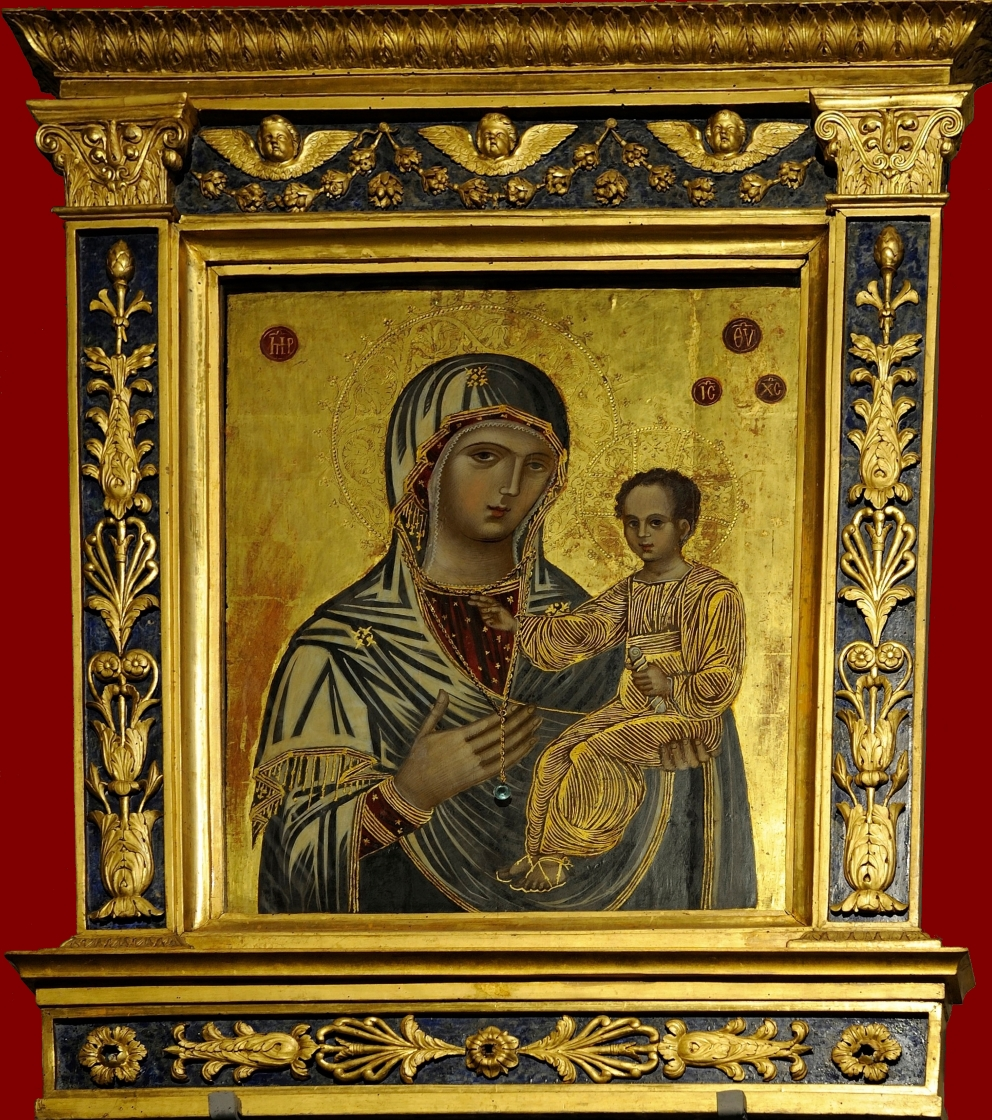
Madonna del Rosario in der Basilika di Santa Maria sopra Minerva aus dem 15. Jahrhundert
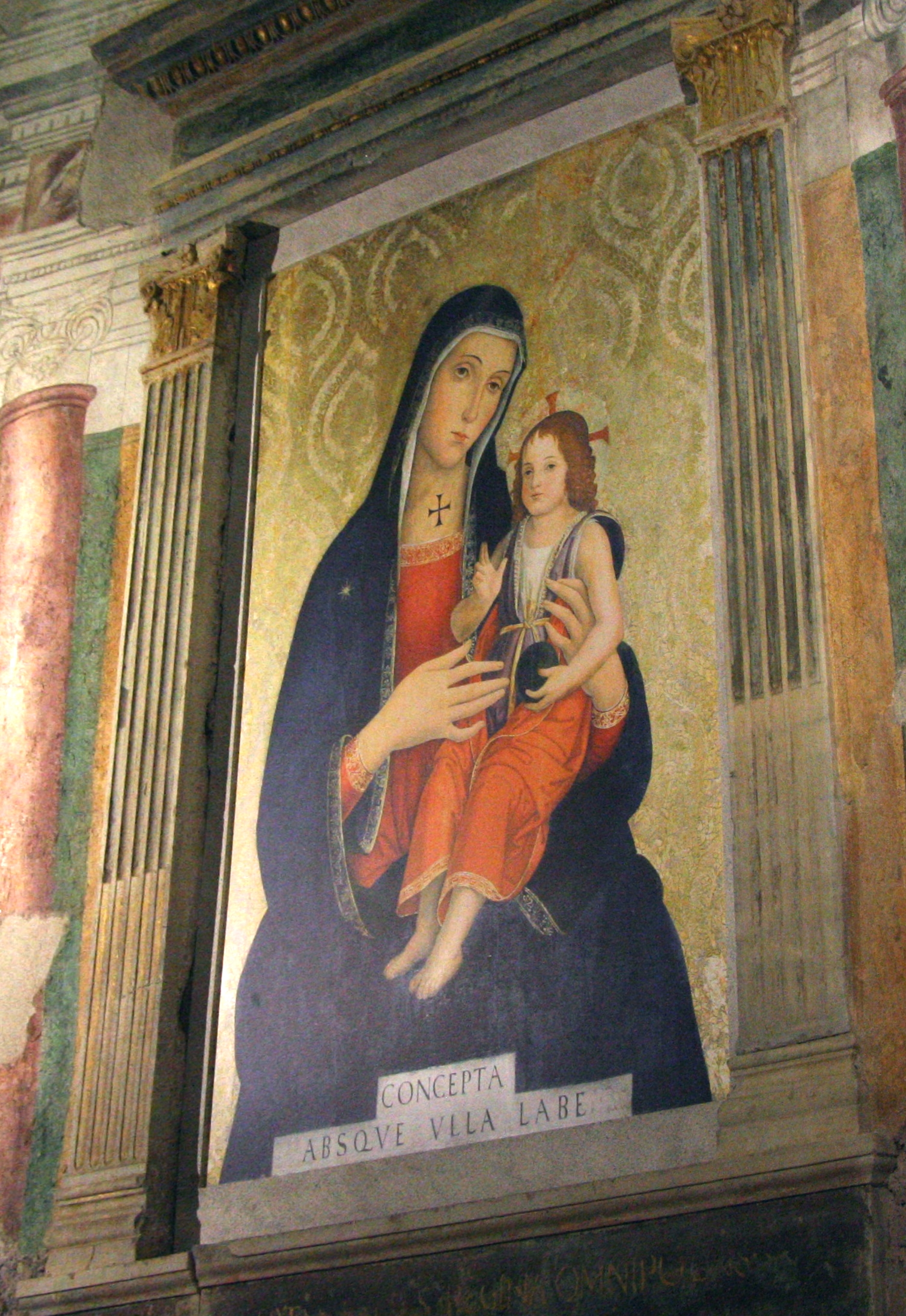
Madonna del Bessarione in der Basilika dei Santi XII Apostoli aus dem 15. Jahrhundert

Auch wenn es nicht möglich ist, das genaue Datum anzugeben, verdienen Erwähnung
- die Ikone der Madonna von Konstantinopel, Ikone des Hochaltars in der Basilika Sant’Agostino in Campo Marzio
- die Madonna d’Itria in der Chiesa Santa Maria d’Itria
- die Santa Maria dei Miracoli in der Chiesa di San Giacomo in Augusta
- die Ikone der Madonna Odighitria in der Chiesa del Santissimo Nome di Maria al Foro Traiano u. a. m.

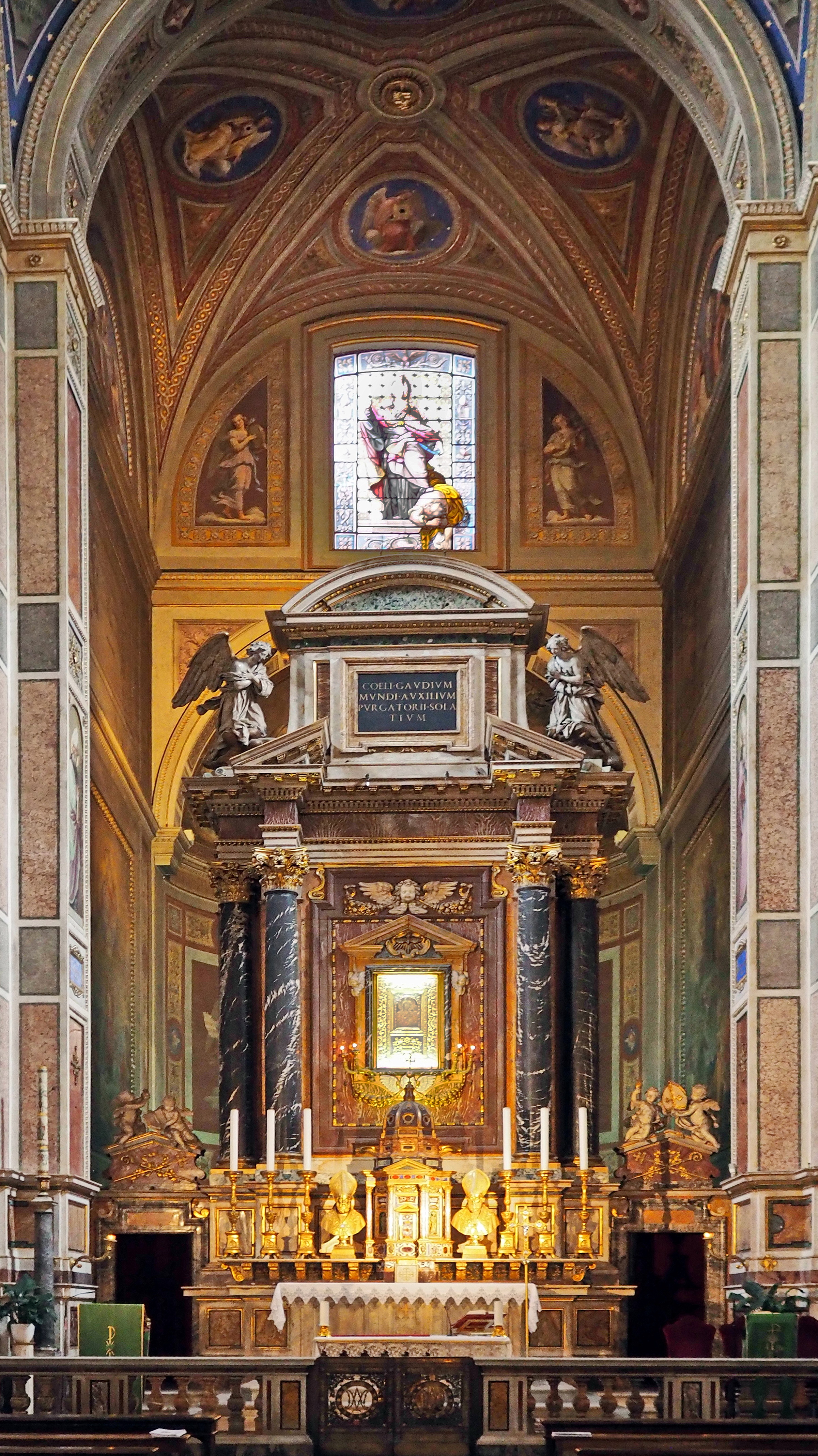
Madonna von Konstantinopel in der Basilika Sant’Agostino in Campo Marzio
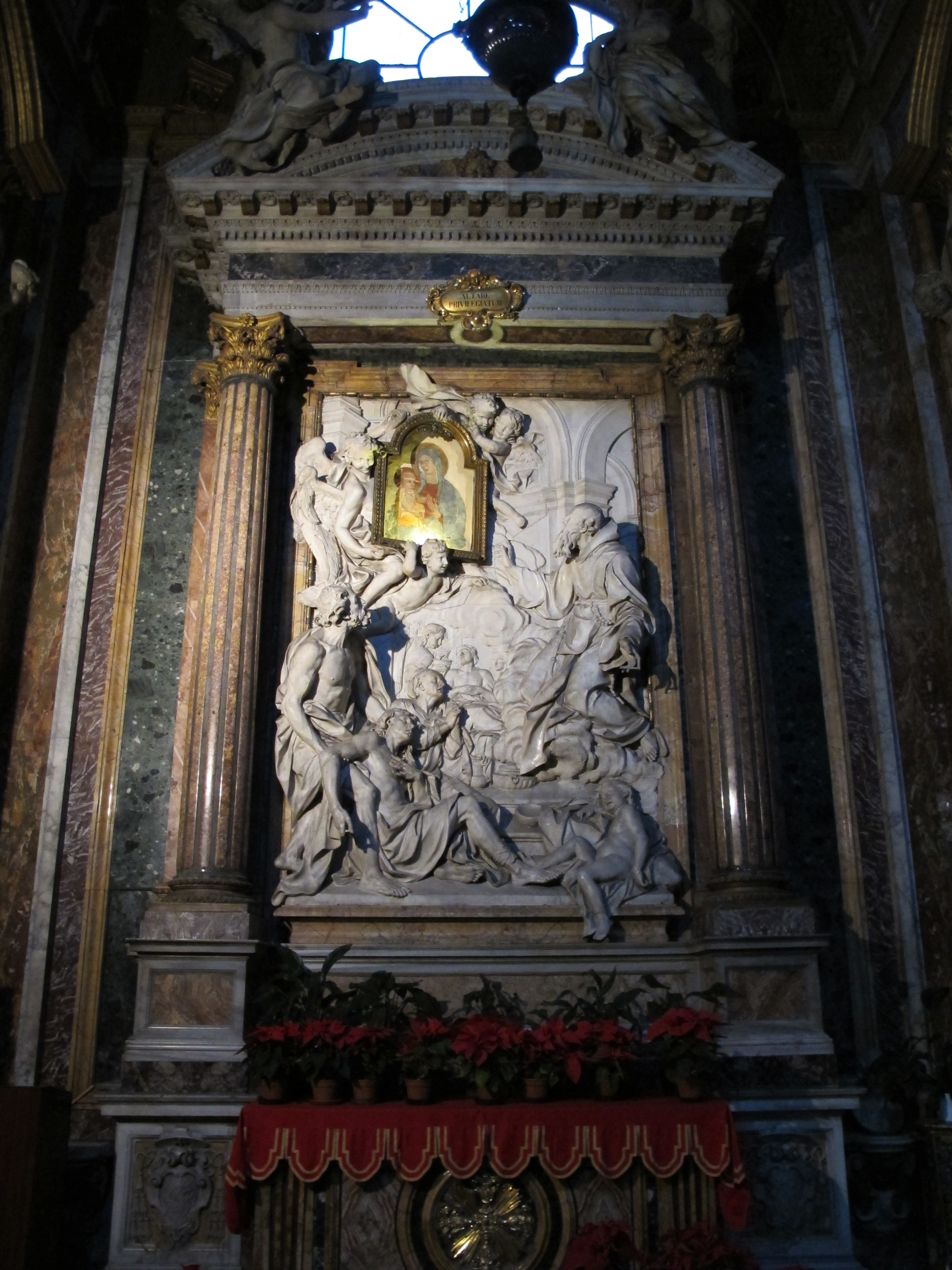
Hochaltar mit Madonna d'Itria in der Chiesa Santa Maria d’Itria
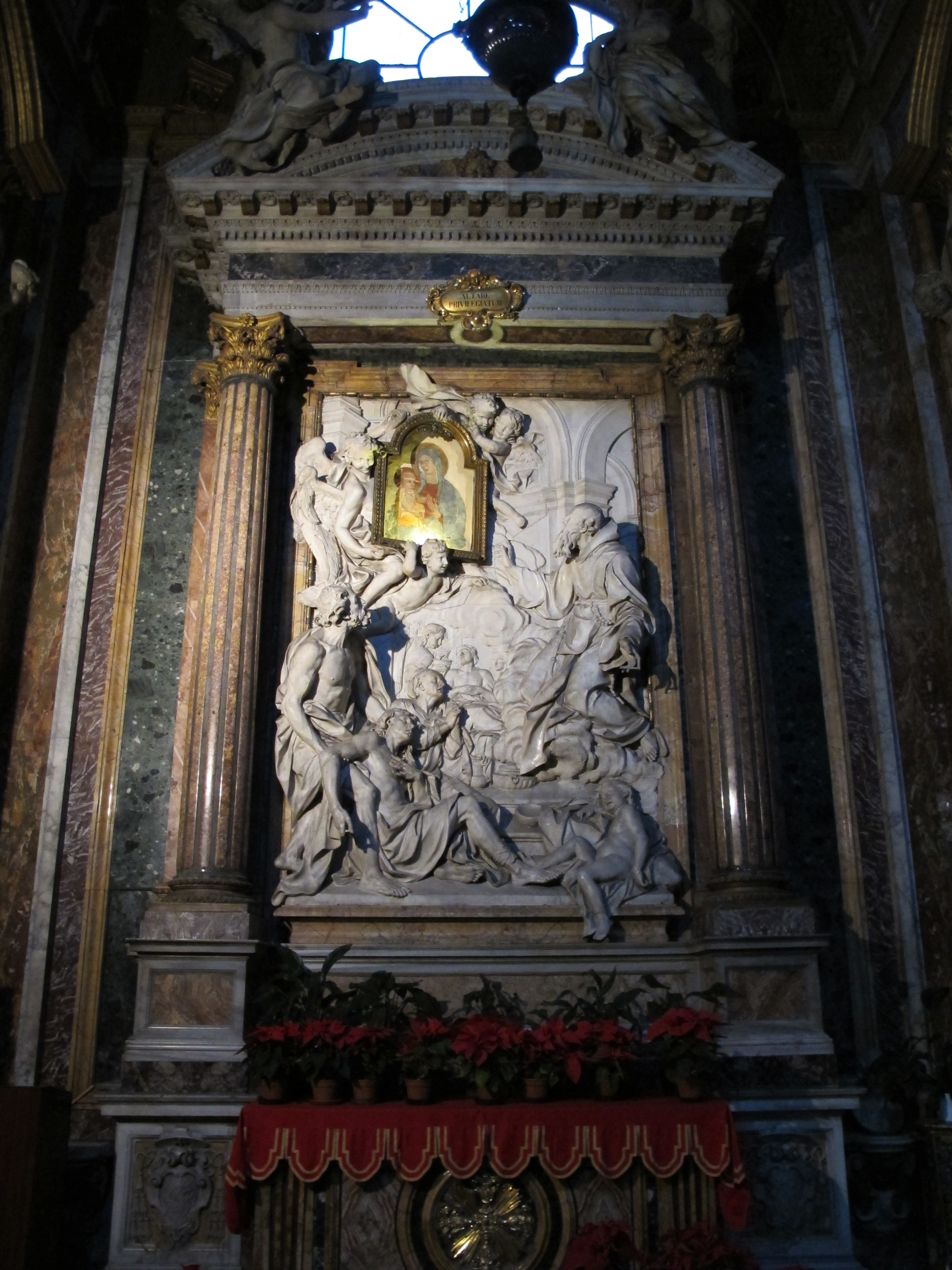
Santa Maria dei Miracoli in der Chiesa di San Giacomo in Augusta
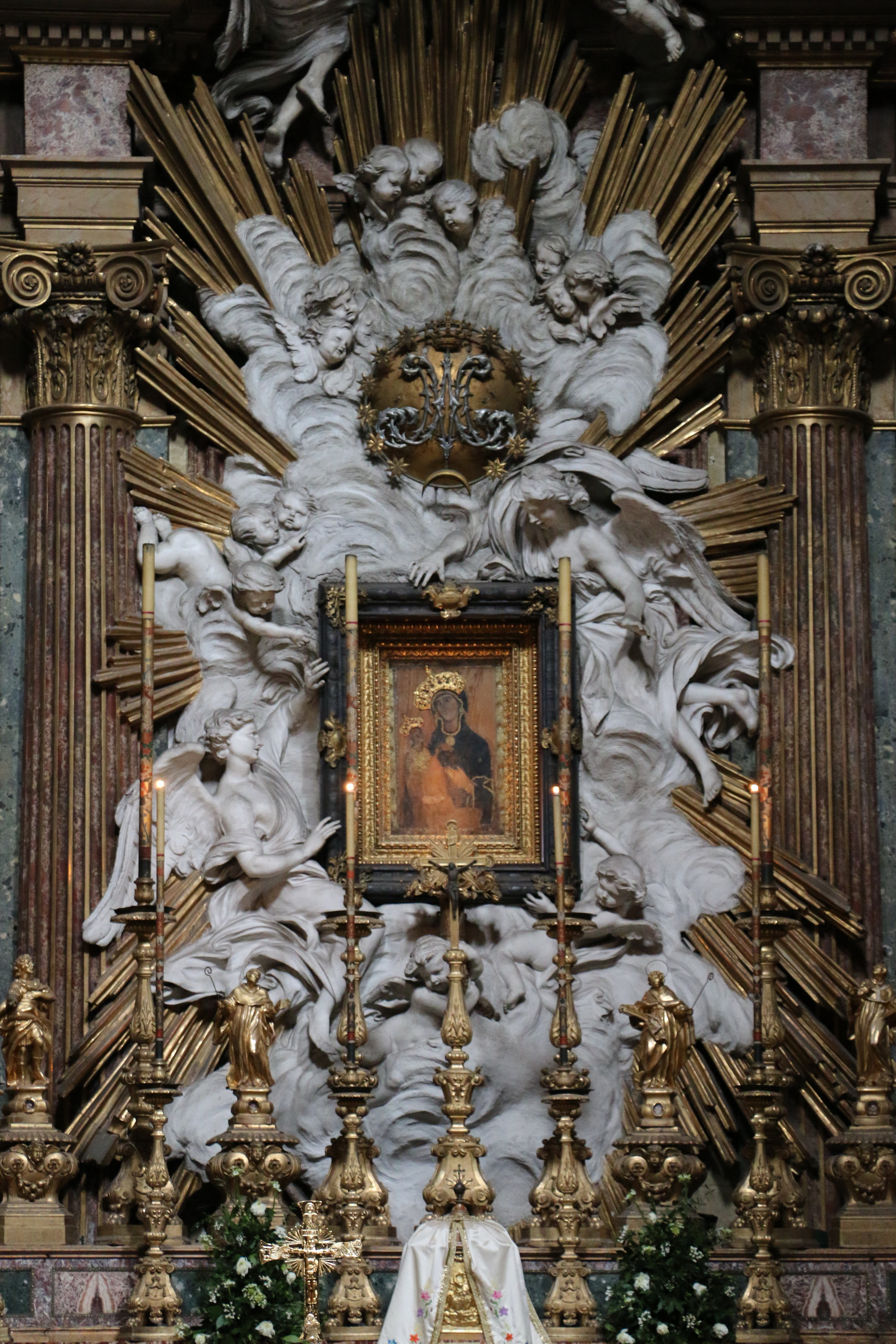
Ikone der Madonna Odighitria (Hauptaltar) in der Chiesa del Santissimo Nome di Maria al Foro Traiano

Zu den bekannten, heute noch als Pilgerstätten benannten Darstellungen in Europa gehören
- die Ikone der Gottesmutter von der Pforte im orthodoxen Kloster Iviron auf dem Berg Athos in Griechenland
- die Ikone der Gottesmutter von Smolensk in Smolensk in Russland, gemalt von Dionisius (1444 – ca. 1502)
- das Gnadenbild der Schwarzen Madonna von Tschenstochau im Wallfahrtsort Częstochowa in Polen

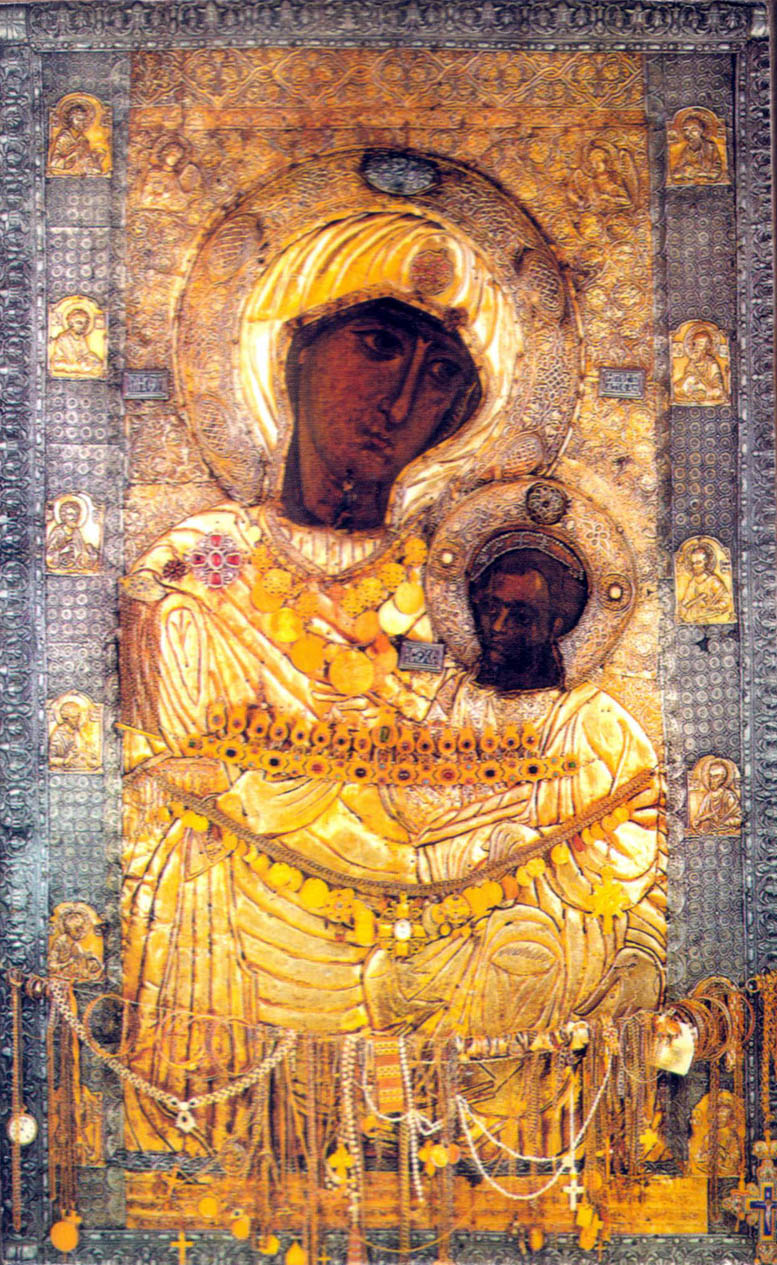
Gottesmutter von der Pforte
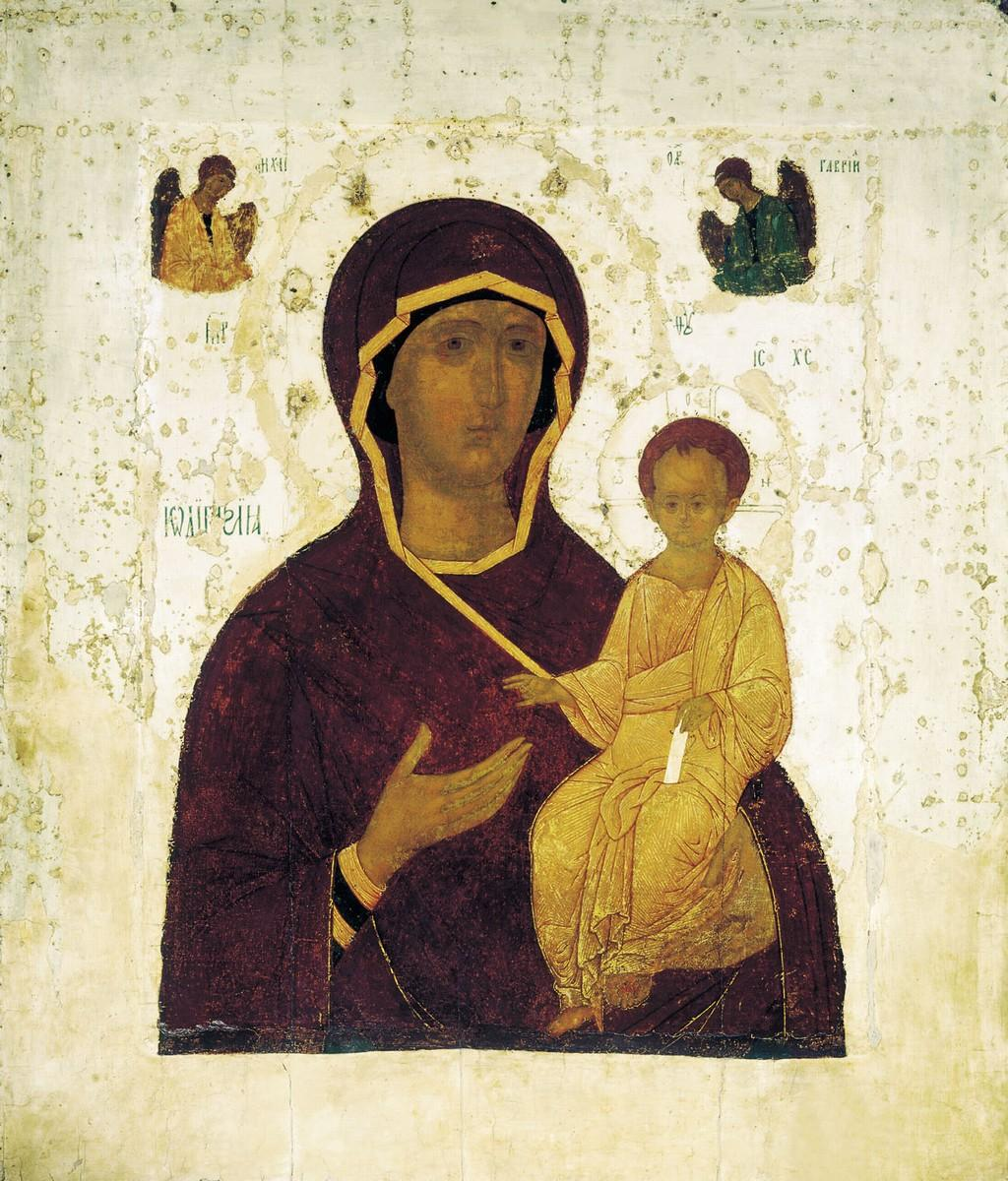
Gottesmutter von Smolensk, 1482
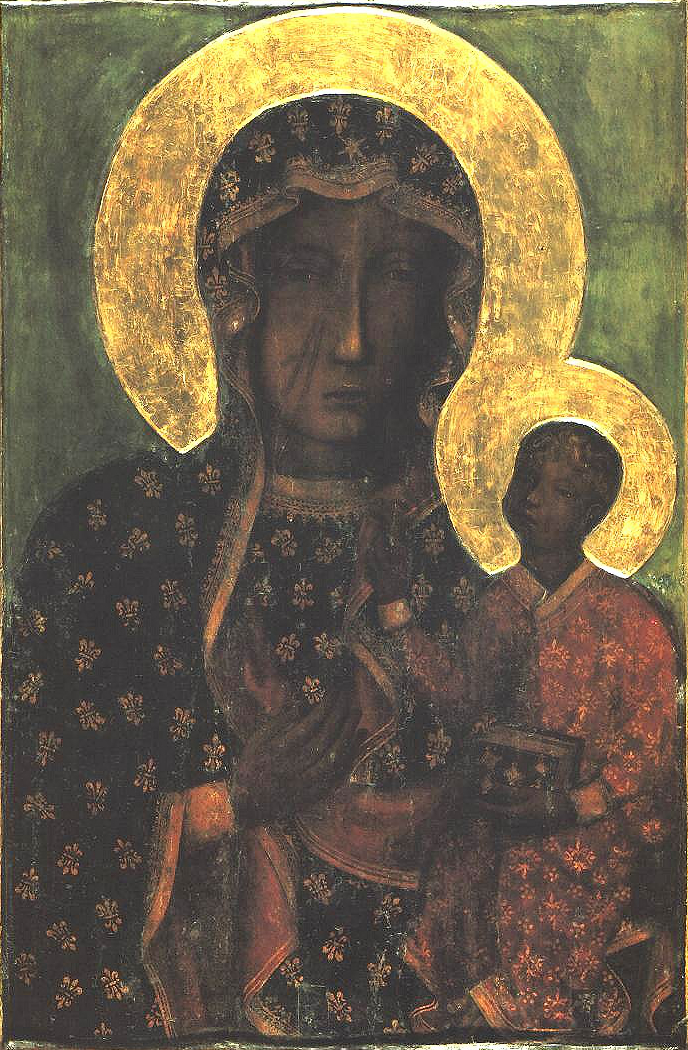
Schwarze Madonna von Częstochowa

## Abwandlungen

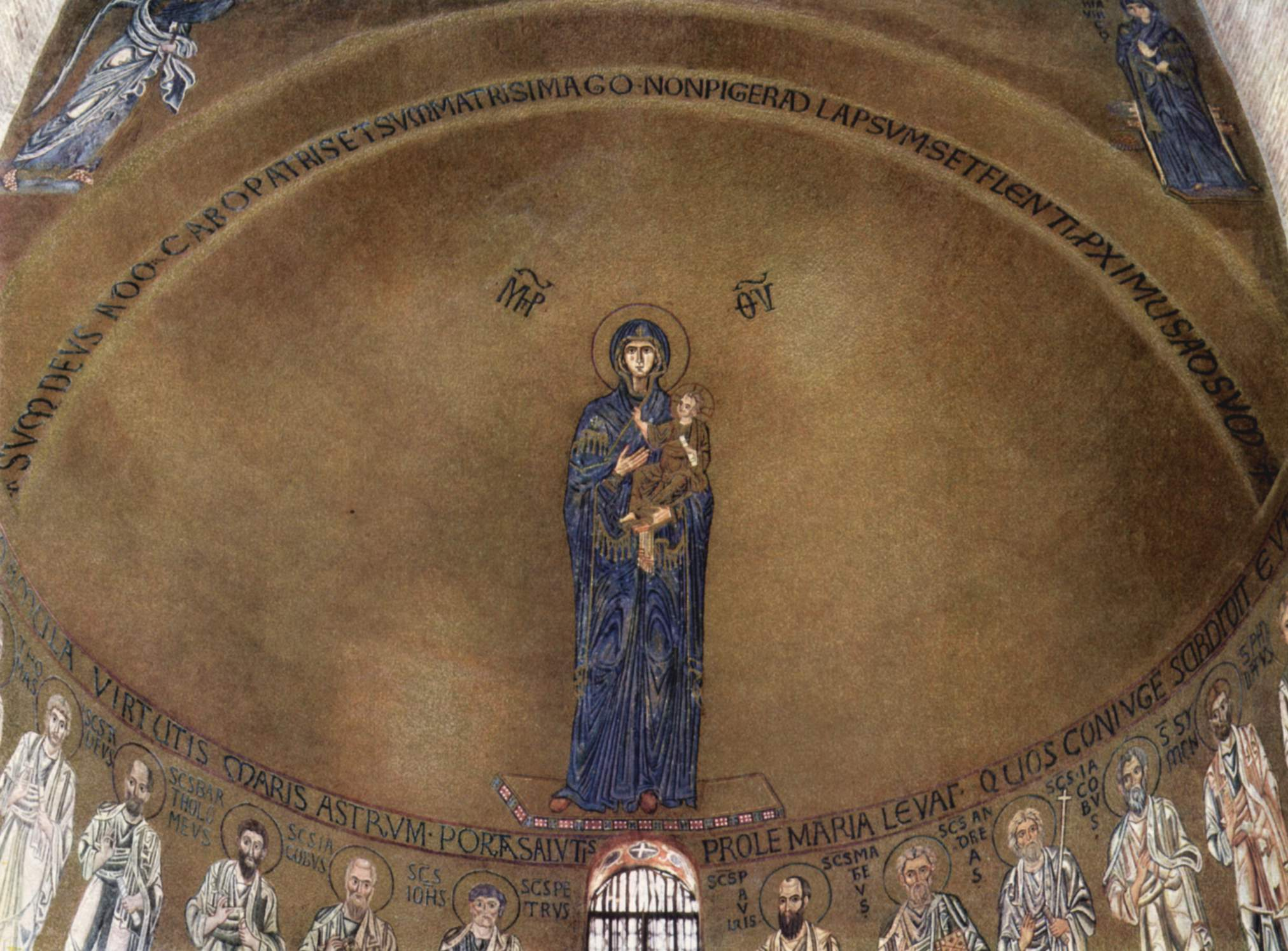
Hodegetria, Basilika von Torcello, Italien

- Die Gottesmutter von Kasan entspricht ebenfalls dem Typus der Hodegetria, ist jedoch nur als Kopfbild gestaltet, so dass die rechte Hand der Madonna nicht mit abgebildet ist.
- In byzantinischen Mosaiken in Italien wie in der Basilika von Torcello in Venedig wird manchmal das Bild einer stehenden Hodegetria darstellt.

## Hodegetriaikonen in Italien
Hodegetriaikonen gibt es in Italien sowohl in den griechisch-byzantinischen Kirchen der Arbëresh in den Abruzzen, in Basilikata, Kalabrien und auf Sizilien als auch in römisch-katholischen Kirchen.

### Griechisch-byzantinische Kirchen
- Chiesa Santa Maria Assunta in Villa Badessa

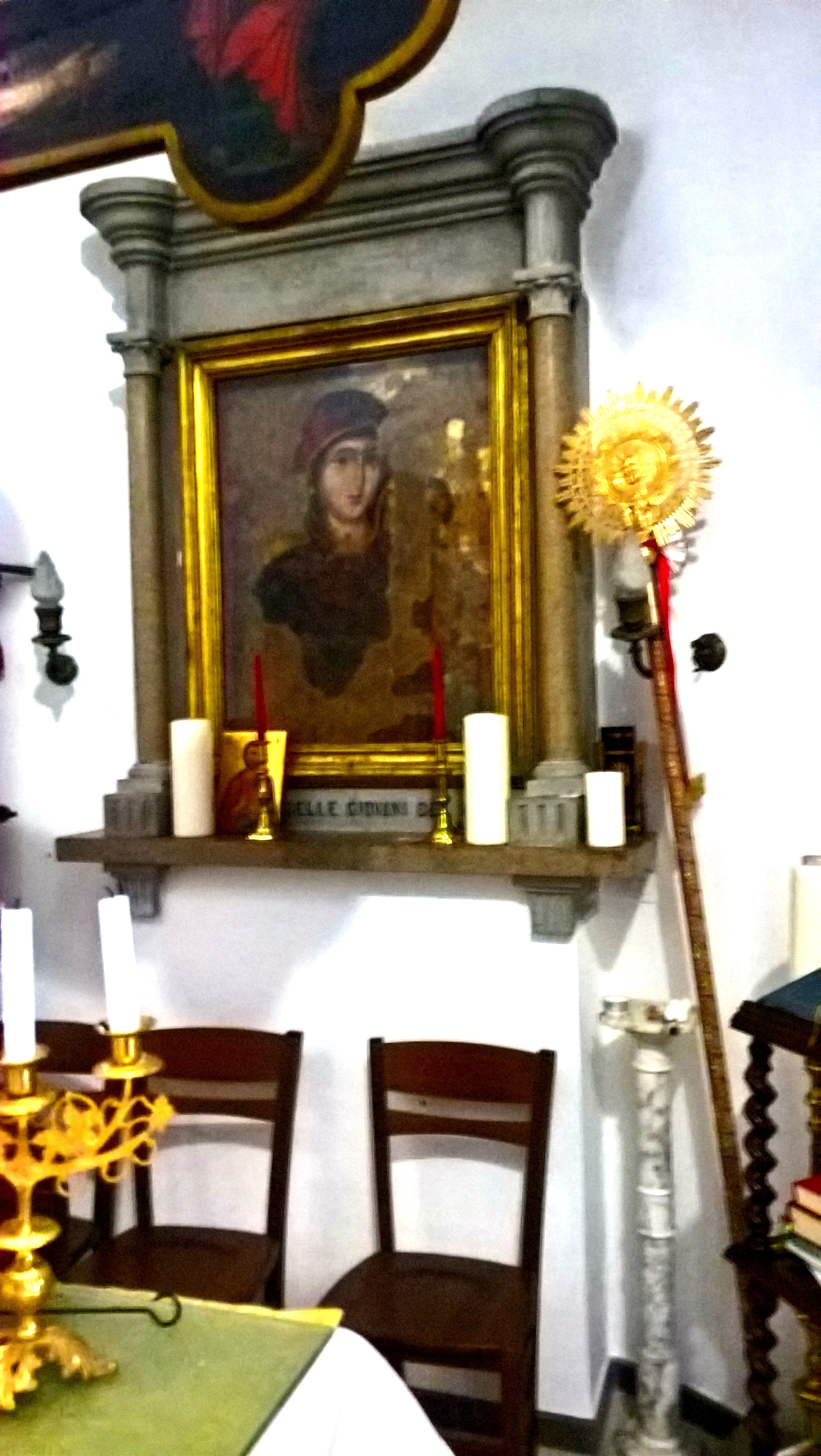
Ikone der Hodegetria im Altarraum (Bema) in der Chiesa Santa Maria Assunta in Villa Badessa
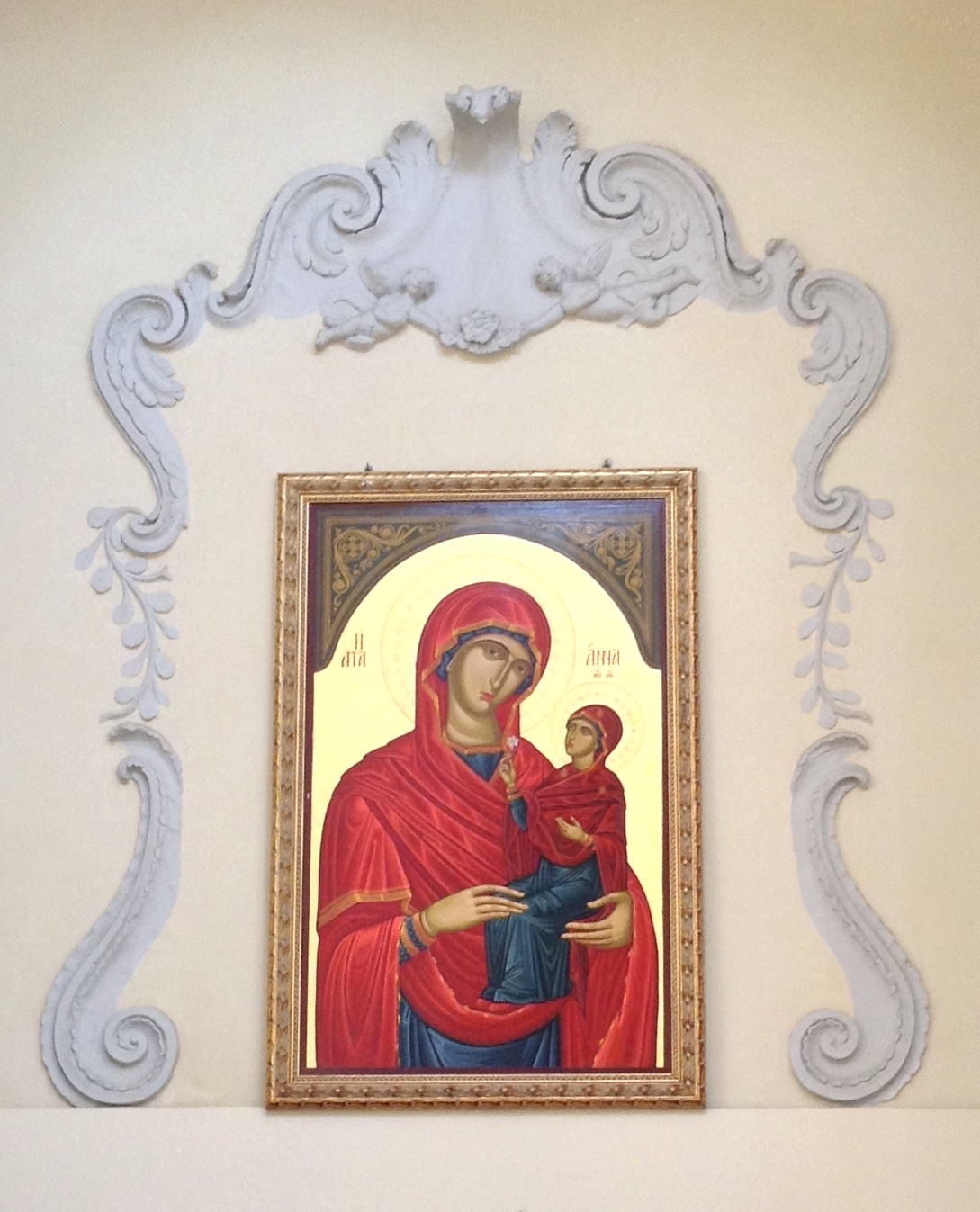
Ikone der Hodegetria in der Chiesa Santa Maria Assunta in Frascineto
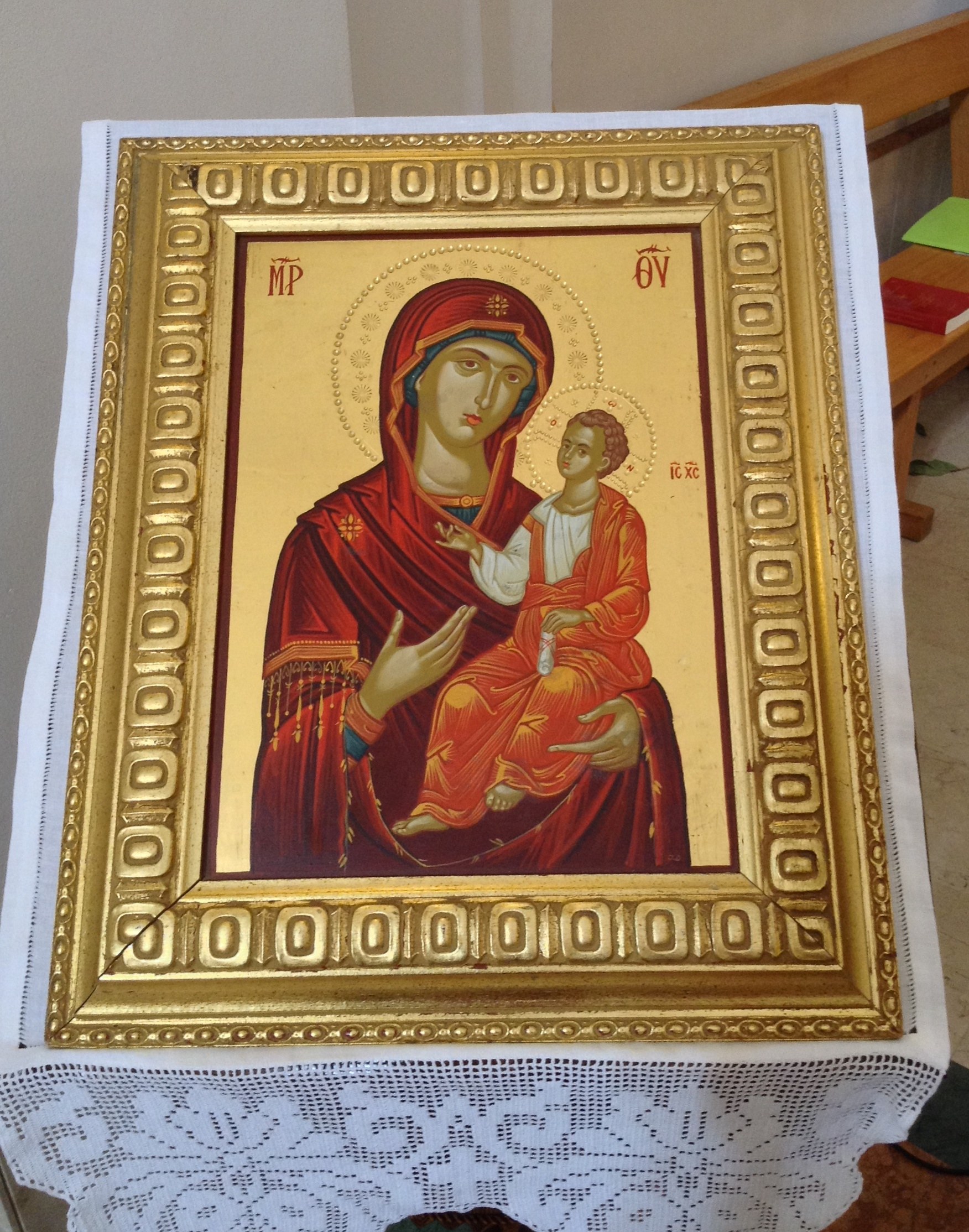
Ikone der Hodegetria in der Chiesa San Basilio Magno in Ejanina
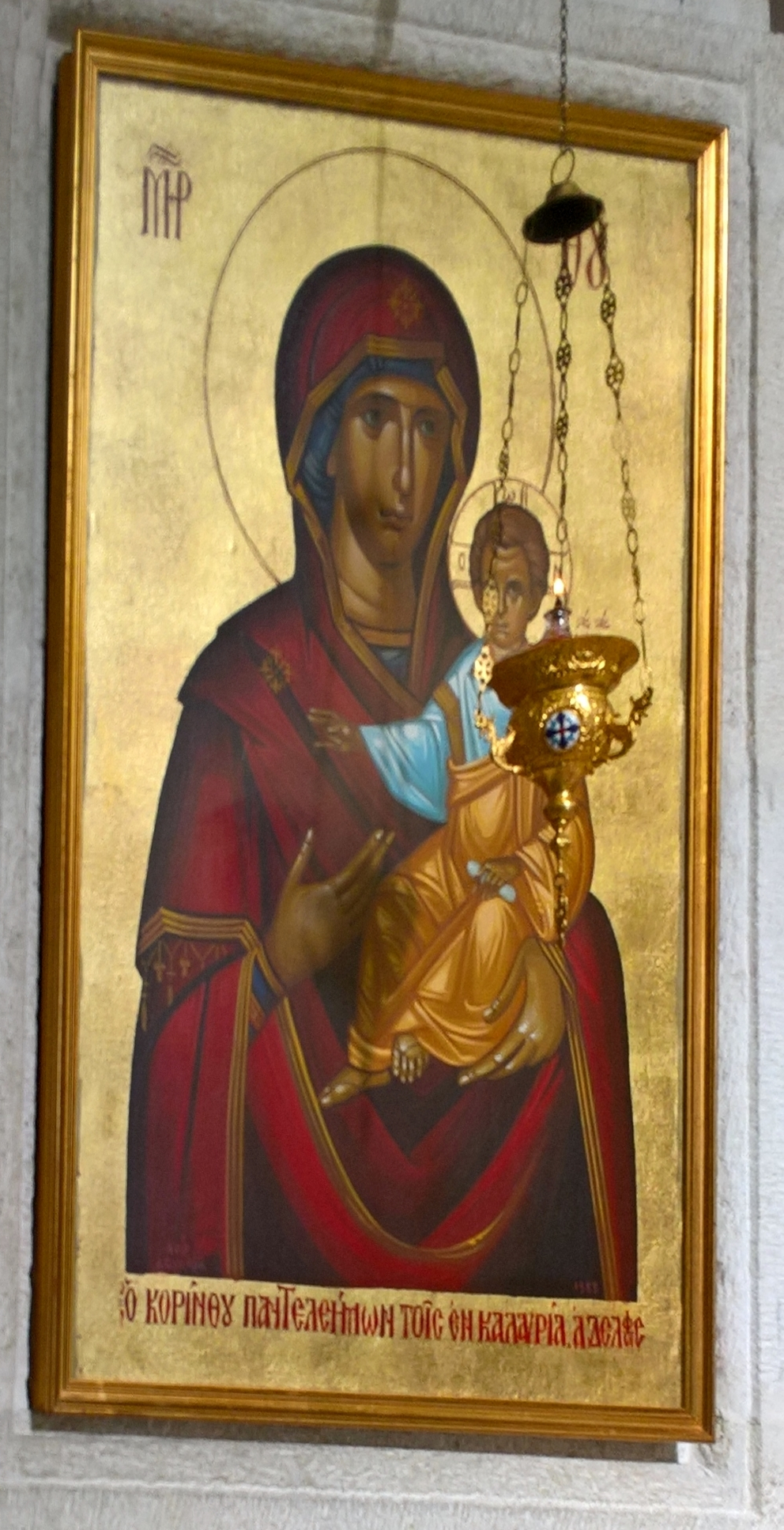
Ikone der Hodegetria in der Chiesa Santissimo Salvatore in Cosenza
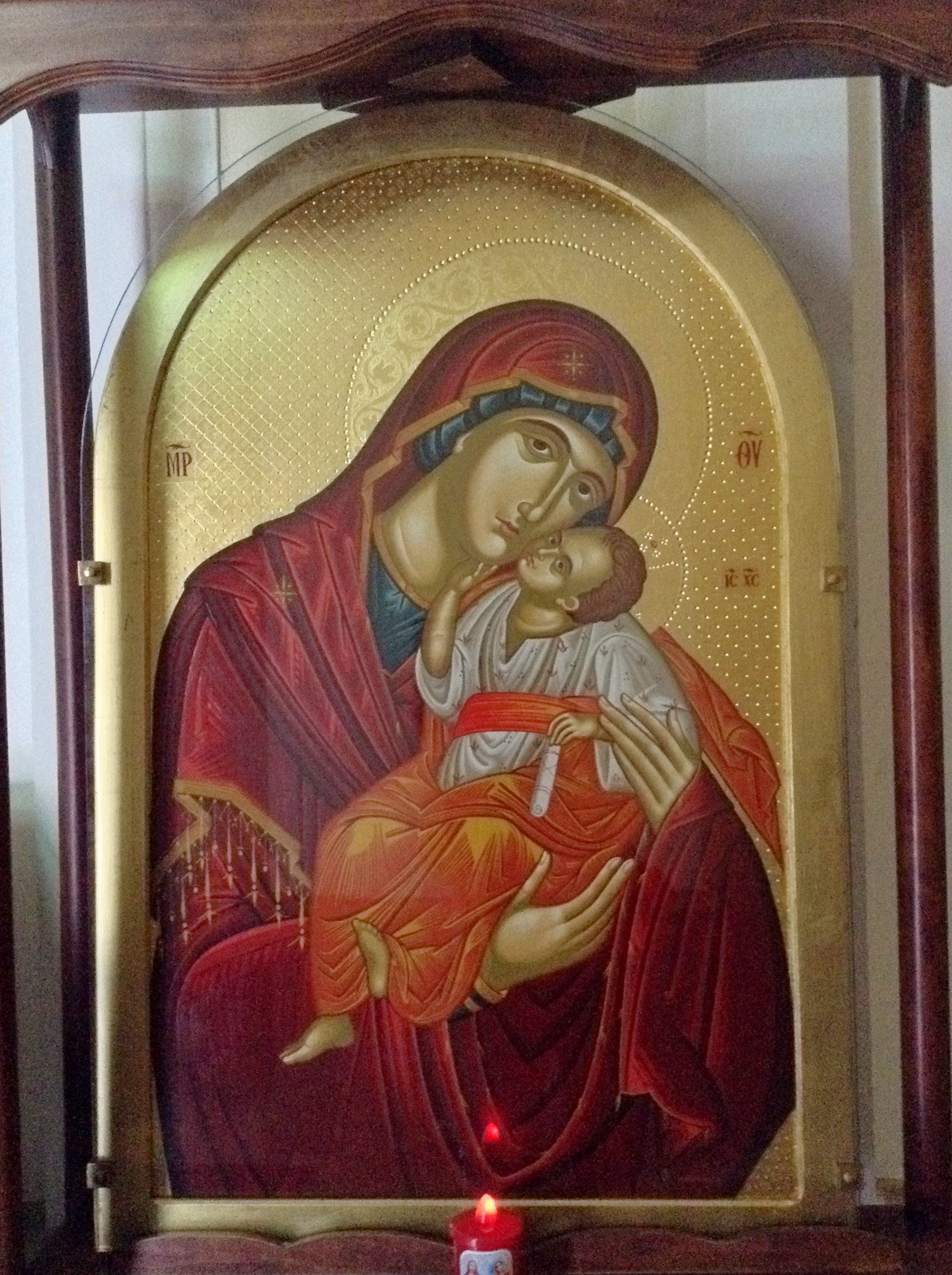
Ikone der Glykophilousa (die „Liebkosende“) in der Chiesa Santa Maria Assunta in Civita
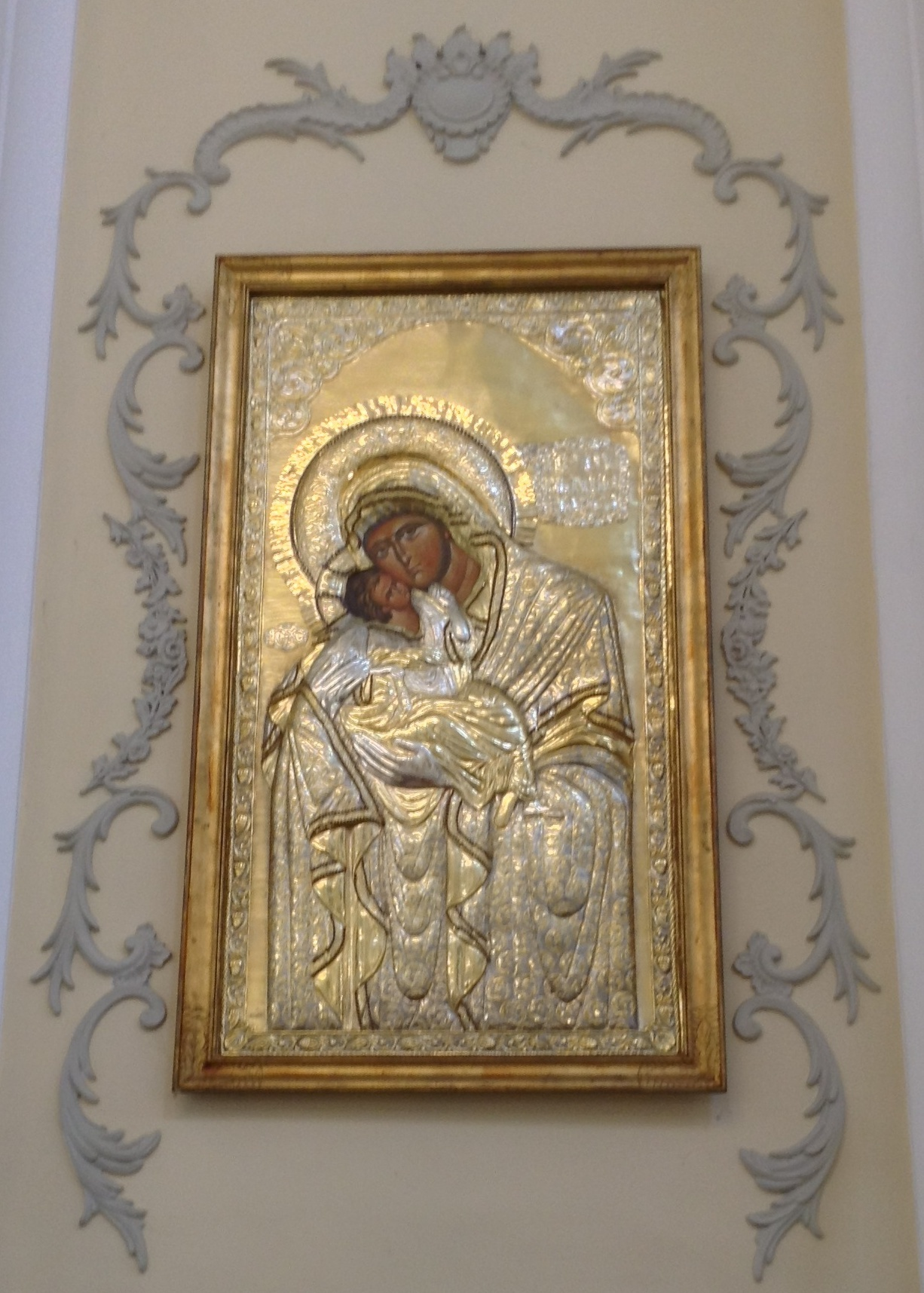
Ikone der Hodegetria (Dexiokratusa) mit Riza in der Chiesa Santa Maria Assunta in Frascineto
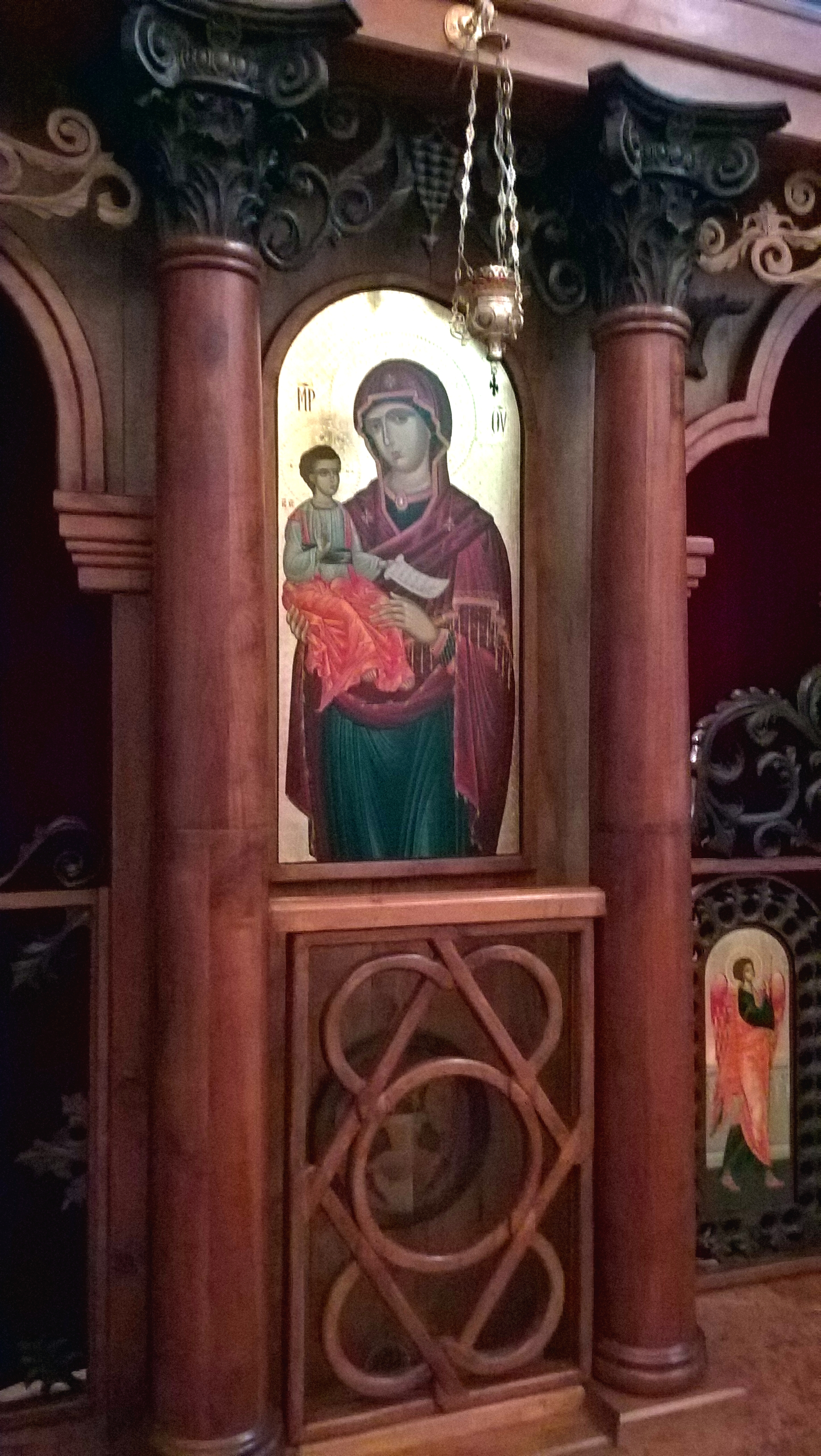
Ikone der Hodegetria (Dexiokratusa) in der Chiesa San Costantino il Grande in San Costantino Albanese

### Römisch-katholische Kirchen
- Chiesa della Madonna di Loreto in Villalago, Abruzzen
- Abbazia di Santa Maria di Pulsano (Monte Sant’Angelo) in Monte Sant’Angelo in der Provinz Foggia
- Chiesa Madonna di Loreto (Torremaggiore) in Torremaggiore in der Provinz Foggia
- Concattedrale di Sant’Eustachio (Acquaviva delle Fonti) in Acquaviva delle Fonti in der Provinz Bari
- Cappella Madonna di Costantinopoli in der Chiesa Santa Maria Assunta in Binetto in der Provinz Bari
- Chiesa dell’Immacolata (Novoli) in Novoli in Provinz Lecce

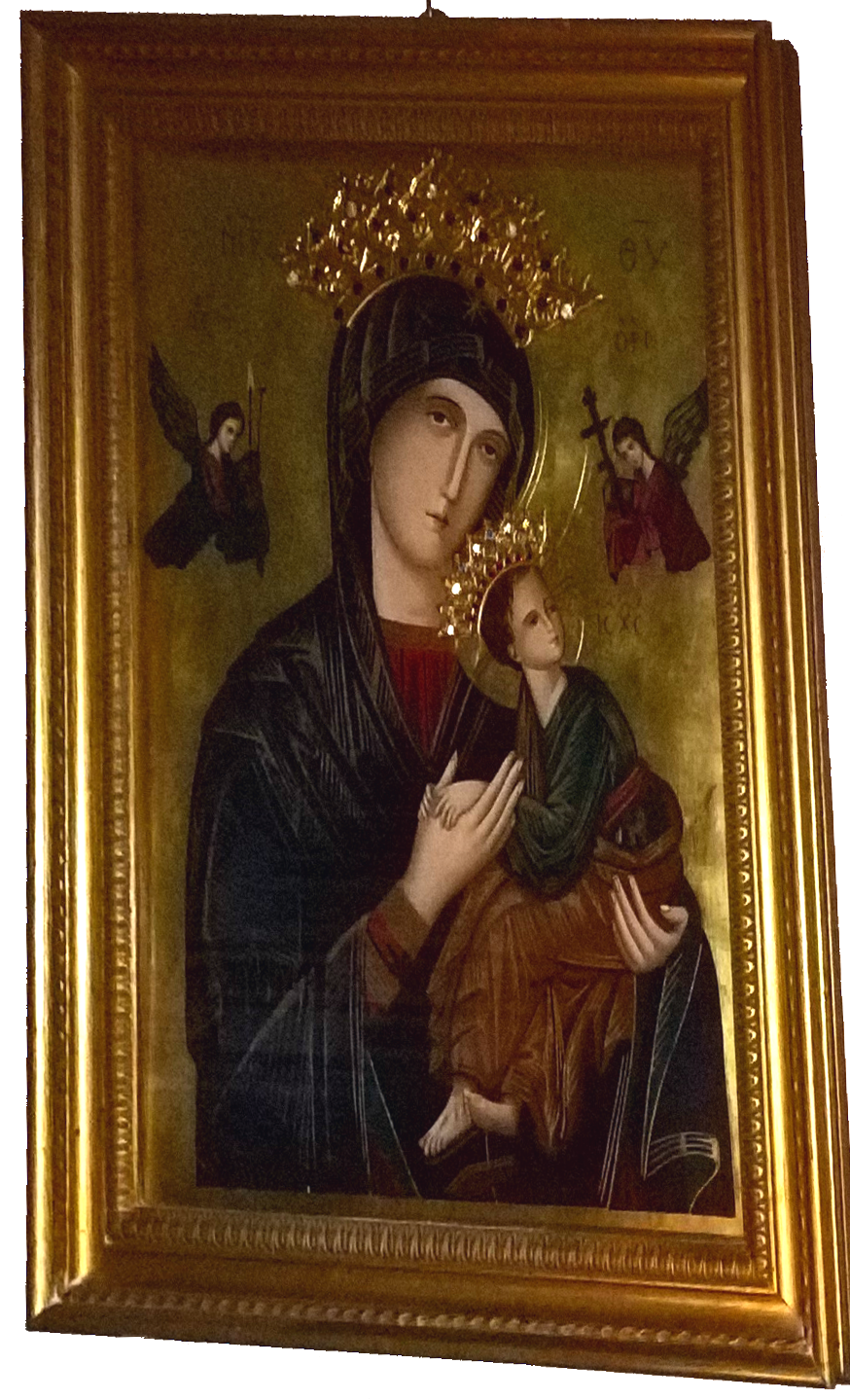
Hodegetriaikone in der Chiesa della Madonna di Loreto in Villalago

## Hodegetriakirchen

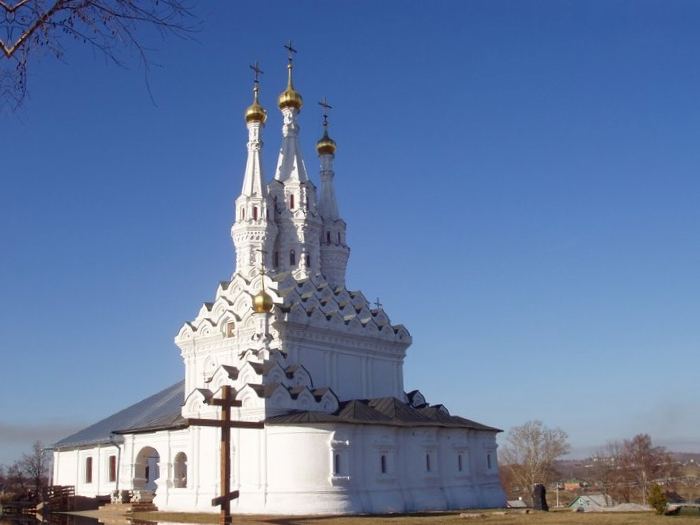
Hodegetria-Kirche von Wjasma

Der Hodegetria geweiht sind u. a. die Kirchen
- Chiesa di Santa Maria Odigitria in Rom
- Hodegetriakirche (Mistra)
- Hodegetriakirche (Wjasma)
- Hodegetriakirche (Konstantinopel)
- Kirche der Heiligen Maria von Itrie in Ragusa